# Lista de asteroides (49001-50000)
Esta é uma lista parcial de asteroides, do asteroide número 49001 até o 50000, inclusive. Veja também o índice com todas as listas disponíveis.

| Objeto Próximos à Terra | Cinturão de asteroides (interno) | Cinturão de asteroides (externo) | Centauro       |
| Cruzador de Marte       | Cinturão de asteroides (meio)    | Troianos de Júpiter              | Transnetuniano |

Veja mais dados de cada asteroide na ligação externa para o Minor Planet Center na última coluna.
Índice: 49001... 49101... 49201... 49301... 49401... 49501... 49601... 49701... 49801... 49901... 

## 49001–49100
| Designação   | Designação | Descoberta  | Descoberta        | Descobridor(es)              | Categoria | Mais informações / Referência |
| Permanente   | Provisória | Data        | Local             | Descobridor(es)              | Categoria | Mais informações / Referência |
| ------------ | ---------- | ----------- | ----------------- | ---------------------------- | --------- | ----------------------------- |
| 49001        | 1998 QZ54  | 27 ago 1998 | Anderson Mesa     | LONEOS                       | —         | MPC                           |
| 49002        | 1998 QX57  | 30 ago 1998 | Kitt Peak         | Spacewatch                   | —         | MPC                           |
| 49003        | 1998 QC58  | 30 ago 1998 | Kitt Peak         | Spacewatch                   | Mitidika  | MPC                           |
| 49004        | 1998 QK61  | 26 ago 1998 | Anderson Mesa     | LONEOS                       | —         | MPC                           |
| 49005        | 1998 QN62  | 27 ago 1998 | Xinglong          | SCAP                         | —         | MPC                           |
| 49006        | 1998 QL63  | 31 ago 1998 | Bergisch Gladbach | W. Bickel                    | —         | MPC                           |
| 49007        | 1998 QF67  | 24 ago 1998 | Socorro           | LINEAR                       | —         | MPC                           |
| 49008        | 1998 QY68  | 24 ago 1998 | Socorro           | LINEAR                       | —         | MPC                           |
| 49009        | 1998 QZ68  | 24 ago 1998 | Socorro           | LINEAR                       | —         | MPC                           |
| 49010        | 1998 QF72  | 24 ago 1998 | Socorro           | LINEAR                       | —         | MPC                           |
| 49011        | 1998 QQ72  | 24 ago 1998 | Socorro           | LINEAR                       | —         | MPC                           |
| 49012        | 1998 QR72  | 24 ago 1998 | Socorro           | LINEAR                       | —         | MPC                           |
| 49013        | 1998 QW73  | 24 ago 1998 | Socorro           | LINEAR                       | —         | MPC                           |
| 49014        | 1998 QQ74  | 24 ago 1998 | Socorro           | LINEAR                       | —         | MPC                           |
| 49015        | 1998 QG75  | 24 ago 1998 | Socorro           | LINEAR                       | —         | MPC                           |
| 49016        | 1998 QJ77  | 24 ago 1998 | Socorro           | LINEAR                       | —         | MPC                           |
| 49017        | 1998 QN77  | 24 ago 1998 | Socorro           | LINEAR                       | —         | MPC                           |
| 49018        | 1998 QY84  | 24 ago 1998 | Socorro           | LINEAR                       | —         | MPC                           |
| 49019        | 1998 QF85  | 24 ago 1998 | Socorro           | LINEAR                       | —         | MPC                           |
| 49020        | 1998 QP86  | 24 ago 1998 | Socorro           | LINEAR                       | —         | MPC                           |
| 49021        | 1998 QL89  | 24 ago 1998 | Socorro           | LINEAR                       | —         | MPC                           |
| 49022        | 1998 QV91  | 28 ago 1998 | Socorro           | LINEAR                       | —         | MPC                           |
| 49023        | 1998 QQ93  | 28 ago 1998 | Socorro           | LINEAR                       | —         | MPC                           |
| 49024        | 1998 QX95  | 19 ago 1998 | Socorro           | LINEAR                       | —         | MPC                           |
| 49025        | 1998 QL96  | 19 ago 1998 | Socorro           | LINEAR                       | —         | MPC                           |
| 49026        | 1998 QW98  | 26 ago 1998 | La Silla          | E. W. Elst                   | —         | MPC                           |
| 49027        | 1998 QA99  | 26 ago 1998 | La Silla          | E. W. Elst                   | —         | MPC                           |
| 49028        | 1998 QM99  | 26 ago 1998 | La Silla          | E. W. Elst                   | —         | MPC                           |
| 49029        | 1998 QN102 | 26 ago 1998 | La Silla          | E. W. Elst                   | —         | MPC                           |
| 49030        | 1998 QL103 | 26 ago 1998 | La Silla          | E. W. Elst                   | —         | MPC                           |
| 49031        | 1998 QT103 | 26 ago 1998 | La Silla          | E. W. Elst                   | —         | MPC                           |
| 49032        | 1998 QS104 | 26 ago 1998 | La Silla          | E. W. Elst                   | —         | MPC                           |
| 49033        | 1998 QL105 | 25 ago 1998 | La Silla          | E. W. Elst                   | —         | MPC                           |
| 49034        | 1998 QS105 | 25 ago 1998 | La Silla          | E. W. Elst                   | —         | MPC                           |
| 49035        | 1998 QX106 | 25 ago 1998 | La Silla          | E. W. Elst                   | —         | MPC                           |
| 49036 Pelion | 1998 QM107 | 21 ago 1998 | Mauna Kea         | R. J. Whiteley, D. J. Tholen | —         | MPC                           |
| 49037        | 1998 QV107 | 17 ago 1998 | Socorro           | LINEAR                       | —         | MPC                           |
| 49038        | 1998 QY109 | 23 ago 1998 | Socorro           | LINEAR                       | —         | MPC                           |
| 49039        | 1998 RH    | 1 set 1998  | Woomera           | F. B. Zoltowski              | —         | MPC                           |
| 49040        | 1998 RO    | 9 set 1998  | Caussols          | ODAS                         | —         | MPC                           |
| 49041        | 1998 RW    | 12 set 1998 | Oizumi            | T. Kobayashi                 | —         | MPC                           |
| 49042        | 1998 RD2   | 12 set 1998 | Woomera           | F. B. Zoltowski              | —         | MPC                           |
| 49043        | 1998 RG4   | 14 set 1998 | Socorro           | LINEAR                       | —         | MPC                           |
| 49044        | 1998 RL15  | 15 set 1998 | Kitt Peak         | Spacewatch                   | Mitidika  | MPC                           |
| 49045        | 1998 RC17  | 14 set 1998 | Socorro           | LINEAR                       | —         | MPC                           |
| 49046        | 1998 RV18  | 14 set 1998 | Socorro           | LINEAR                       | —         | MPC                           |
| 49047        | 1998 RK20  | 14 set 1998 | Socorro           | LINEAR                       | —         | MPC                           |
| 49048        | 1998 RZ21  | 15 set 1998 | Kitt Peak         | Spacewatch                   | —         | MPC                           |
| 49049        | 1998 RF25  | 14 set 1998 | Socorro           | LINEAR                       | —         | MPC                           |
| 49050        | 1998 RL26  | 14 set 1998 | Socorro           | LINEAR                       | —         | MPC                           |
| 49051        | 1998 RW27  | 14 set 1998 | Socorro           | LINEAR                       | —         | MPC                           |
| 49052        | 1998 RV32  | 14 set 1998 | Socorro           | LINEAR                       | —         | MPC                           |
| 49053        | 1998 RY33  | 14 set 1998 | Socorro           | LINEAR                       | —         | MPC                           |
| 49054        | 1998 RQ34  | 14 set 1998 | Socorro           | LINEAR                       | —         | MPC                           |
| 49055        | 1998 RQ35  | 14 set 1998 | Socorro           | LINEAR                       | —         | MPC                           |
| 49056        | 1998 RZ39  | 14 set 1998 | Socorro           | LINEAR                       | —         | MPC                           |
| 49057        | 1998 RZ41  | 14 set 1998 | Socorro           | LINEAR                       | Phocaea   | MPC                           |
| 49058        | 1998 RQ42  | 14 set 1998 | Socorro           | LINEAR                       | —         | MPC                           |
| 49059        | 1998 RP44  | 14 set 1998 | Socorro           | LINEAR                       | —         | MPC                           |
| 49060        | 1998 RJ46  | 14 set 1998 | Socorro           | LINEAR                       | —         | MPC                           |
| 49061        | 1998 RF47  | 14 set 1998 | Socorro           | LINEAR                       | —         | MPC                           |
| 49062        | 1998 RR47  | 14 set 1998 | Socorro           | LINEAR                       | —         | MPC                           |
| 49063        | 1998 RN48  | 14 set 1998 | Socorro           | LINEAR                       | —         | MPC                           |
| 49064        | 1998 RV49  | 14 set 1998 | Socorro           | LINEAR                       | —         | MPC                           |
| 49065        | 1998 RE50  | 14 set 1998 | Socorro           | LINEAR                       | —         | MPC                           |
| 49066        | 1998 RN53  | 14 set 1998 | Socorro           | LINEAR                       | —         | MPC                           |
| 49067        | 1998 RP53  | 14 set 1998 | Socorro           | LINEAR                       | —         | MPC                           |
| 49068        | 1998 RF54  | 14 set 1998 | Socorro           | LINEAR                       | —         | MPC                           |
| 49069        | 1998 RM54  | 14 set 1998 | Socorro           | LINEAR                       | —         | MPC                           |
| 49070        | 1998 RV54  | 14 set 1998 | Socorro           | LINEAR                       | —         | MPC                           |
| 49071        | 1998 RQ56  | 14 set 1998 | Socorro           | LINEAR                       | —         | MPC                           |
| 49072        | 1998 RY57  | 14 set 1998 | Socorro           | LINEAR                       | —         | MPC                           |
| 49073        | 1998 RA58  | 14 set 1998 | Socorro           | LINEAR                       | —         | MPC                           |
| 49074        | 1998 RE58  | 14 set 1998 | Socorro           | LINEAR                       | —         | MPC                           |
| 49075        | 1998 RJ58  | 14 set 1998 | Socorro           | LINEAR                       | —         | MPC                           |
| 49076        | 1998 RB59  | 14 set 1998 | Socorro           | LINEAR                       | —         | MPC                           |
| 49077        | 1998 RT59  | 14 set 1998 | Socorro           | LINEAR                       | —         | MPC                           |
| 49078        | 1998 RX59  | 14 set 1998 | Socorro           | LINEAR                       | —         | MPC                           |
| 49079        | 1998 RJ62  | 14 set 1998 | Socorro           | LINEAR                       | —         | MPC                           |
| 49080        | 1998 RP63  | 14 set 1998 | Socorro           | LINEAR                       | —         | MPC                           |
| 49081        | 1998 RA64  | 14 set 1998 | Socorro           | LINEAR                       | —         | MPC                           |
| 49082        | 1998 RB64  | 14 set 1998 | Socorro           | LINEAR                       | —         | MPC                           |
| 49083        | 1998 RS64  | 14 set 1998 | Socorro           | LINEAR                       | —         | MPC                           |
| 49084        | 1998 RU65  | 14 set 1998 | Socorro           | LINEAR                       | —         | MPC                           |
| 49085        | 1998 RO67  | 14 set 1998 | Socorro           | LINEAR                       | —         | MPC                           |
| 49086        | 1998 RB68  | 14 set 1998 | Socorro           | LINEAR                       | —         | MPC                           |
| 49087        | 1998 RC68  | 14 set 1998 | Socorro           | LINEAR                       | —         | MPC                           |
| 49088        | 1998 RS68  | 14 set 1998 | Socorro           | LINEAR                       | —         | MPC                           |
| 49089        | 1998 RR69  | 14 set 1998 | Socorro           | LINEAR                       | —         | MPC                           |
| 49090        | 1998 RV69  | 14 set 1998 | Socorro           | LINEAR                       | —         | MPC                           |
| 49091        | 1998 RZ70  | 14 set 1998 | Socorro           | LINEAR                       | —         | MPC                           |
| 49092        | 1998 RK71  | 14 set 1998 | Socorro           | LINEAR                       | —         | MPC                           |
| 49093        | 1998 RG72  | 14 set 1998 | Socorro           | LINEAR                       | —         | MPC                           |
| 49094        | 1998 RQ72  | 14 set 1998 | Socorro           | LINEAR                       | —         | MPC                           |
| 49095        | 1998 RT72  | 14 set 1998 | Socorro           | LINEAR                       | —         | MPC                           |
| 49096        | 1998 RL73  | 14 set 1998 | Socorro           | LINEAR                       | —         | MPC                           |
| 49097        | 1998 RU73  | 14 set 1998 | Socorro           | LINEAR                       | —         | MPC                           |
| 49098        | 1998 RZ73  | 14 set 1998 | Socorro           | LINEAR                       | —         | MPC                           |
| 49099        | 1998 RB74  | 14 set 1998 | Socorro           | LINEAR                       | —         | MPC                           |
| 49100        | 1998 RT74  | 14 set 1998 | Socorro           | LINEAR                       | —         | MPC                           |

## 49101–49200
| Designação         | Designação | Descoberta  | Descoberta          | Descobridor(es)       | Categoria | Mais informações / Referência |
| Permanente         | Provisória | Data        | Local               | Descobridor(es)       | Categoria | Mais informações / Referência |
| ------------------ | ---------- | ----------- | ------------------- | --------------------- | --------- | ----------------------------- |
| 49101              | 1998 RE76  | 14 set 1998 | Socorro             | LINEAR                | —         | MPC                           |
| 49102              | 1998 RQ76  | 14 set 1998 | Socorro             | LINEAR                | —         | MPC                           |
| 49103              | 1998 RE78  | 14 set 1998 | Socorro             | LINEAR                | —         | MPC                           |
| 49104              | 1998 RC79  | 14 set 1998 | Socorro             | LINEAR                | —         | MPC                           |
| 49105              | 1998 RT79  | 14 set 1998 | Socorro             | LINEAR                | —         | MPC                           |
| 49106              | 1998 SY    | 16 set 1998 | Caussols            | ODAS                  | —         | MPC                           |
| 49107              | 1998 SG1   | 16 set 1998 | Caussols            | ODAS                  | —         | MPC                           |
| 49108              | 1998 SQ1   | 16 set 1998 | Caussols            | ODAS                  | —         | MPC                           |
| 49109 Agnesraab    | 1998 SO2   | 18 set 1998 | Lime Creek          | R. Linderholm         | Phocaea   | MPC                           |
| 49110 Květafialová | 1998 SU2   | 16 set 1998 | Ondřejov            | P. Pravec, L. Kotková | —         | MPC                           |
| 49111              | 1998 SE6   | 20 set 1998 | Kitt Peak           | Spacewatch            | —         | MPC                           |
| 49112              | 1998 SF6   | 20 set 1998 | Kitt Peak           | Spacewatch            | —         | MPC                           |
| 49113              | 1998 SK7   | 20 set 1998 | Kitt Peak           | Spacewatch            | —         | MPC                           |
| 49114              | 1998 ST7   | 20 set 1998 | Kitt Peak           | Spacewatch            | —         | MPC                           |
| 49115              | 1998 SL9   | 17 set 1998 | Xinglong            | SCAP                  | —         | MPC                           |
| 49116              | 1998 SX9   | 18 set 1998 | Višnjan Observatory | Višnjan Obs.          | —         | MPC                           |
| 49117              | 1998 SC10  | 16 set 1998 | Caussols            | ODAS                  | —         | MPC                           |
| 49118              | 1998 SL10  | 19 set 1998 | Caussols            | ODAS                  | —         | MPC                           |
| 49119              | 1998 SX11  | 19 set 1998 | Caussols            | ODAS                  | —         | MPC                           |
| 49120              | 1998 SJ12  | 17 set 1998 | Višnjan Observatory | Višnjan Obs.          | —         | MPC                           |
| 49121              | 1998 SL14  | 17 set 1998 | Anderson Mesa       | LONEOS                | —         | MPC                           |
| 49122              | 1998 SR14  | 17 set 1998 | Anderson Mesa       | LONEOS                | —         | MPC                           |
| 49123              | 1998 SX16  | 17 set 1998 | Kitt Peak           | Spacewatch            | —         | MPC                           |
| 49124              | 1998 SF17  | 17 set 1998 | Kitt Peak           | Spacewatch            | Mitidika  | MPC                           |
| 49125              | 1998 SB22  | 23 set 1998 | Višnjan Observatory | Višnjan Obs.          | —         | MPC                           |
| 49126              | 1998 SF22  | 23 set 1998 | Višnjan Observatory | Višnjan Obs.          | —         | MPC                           |
| 49127              | 1998 ST22  | 24 set 1998 | Višnjan Observatory | Višnjan Obs.          | Phocaea   | MPC                           |
| 49128              | 1998 SD23  | 17 set 1998 | Anderson Mesa       | LONEOS                | —         | MPC                           |
| 49129              | 1998 SW23  | 17 set 1998 | Anderson Mesa       | LONEOS                | —         | MPC                           |
| 49130              | 1998 SQ24  | 17 set 1998 | Anderson Mesa       | LONEOS                | —         | MPC                           |
| 49131              | 1998 SV24  | 17 set 1998 | Anderson Mesa       | LONEOS                | —         | MPC                           |
| 49132              | 1998 SW24  | 17 set 1998 | Anderson Mesa       | LONEOS                | —         | MPC                           |
| 49133              | 1998 SC25  | 19 set 1998 | Anderson Mesa       | LONEOS                | —         | MPC                           |
| 49134              | 1998 SF27  | 18 set 1998 | Višnjan Observatory | Višnjan Obs.          | Mitidika  | MPC                           |
| 49135              | 1998 SP28  | 17 set 1998 | Kitt Peak           | Spacewatch            | —         | MPC                           |
| 49136              | 1998 SY33  | 26 set 1998 | Socorro             | LINEAR                | —         | MPC                           |
| 49137              | 1998 SC35  | 26 set 1998 | Socorro             | LINEAR                | —         | MPC                           |
| 49138              | 1998 SV36  | 20 set 1998 | Kitt Peak           | Spacewatch            | —         | MPC                           |
| 49139              | 1998 SF37  | 21 set 1998 | Kitt Peak           | Spacewatch            | —         | MPC                           |
| 49140              | 1998 SU40  | 25 set 1998 | Kitt Peak           | Spacewatch            | —         | MPC                           |
| 49141              | 1998 SM41  | 25 set 1998 | Kitt Peak           | Spacewatch            | —         | MPC                           |
| 49142              | 1998 SQ42  | 23 set 1998 | Farra d'Isonzo      | Farra d'Isonzo        | —         | MPC                           |
| 49143              | 1998 SK43  | 23 set 1998 | Xinglong            | SCAP                  | —         | MPC                           |
| 49144              | 1998 SB46  | 25 set 1998 | Kitt Peak           | Spacewatch            | —         | MPC                           |
| 49145              | 1998 SD46  | 25 set 1998 | Kitt Peak           | Spacewatch            | —         | MPC                           |
| 49146              | 1998 SN48  | 27 set 1998 | Kitt Peak           | Spacewatch            | —         | MPC                           |
| 49147              | 1998 SR48  | 27 set 1998 | Kitt Peak           | Spacewatch            | —         | MPC                           |
| 49148              | 1998 SB49  | 23 set 1998 | Višnjan Observatory | Višnjan Obs.          | —         | MPC                           |
| 49149              | 1998 SD49  | 24 set 1998 | Višnjan Observatory | Višnjan Obs.          | —         | MPC                           |
| 49150              | 1998 SO50  | 26 set 1998 | Kitt Peak           | Spacewatch            | —         | MPC                           |
| 49151              | 1998 SM51  | 27 set 1998 | Kitt Peak           | Spacewatch            | —         | MPC                           |
| 49152              | 1998 SQ52  | 29 set 1998 | Kitt Peak           | Spacewatch            | —         | MPC                           |
| 49153              | 1998 ST52  | 30 set 1998 | Kitt Peak           | Spacewatch            | —         | MPC                           |
| 49154              | 1998 SM53  | 16 set 1998 | Anderson Mesa       | LONEOS                | —         | MPC                           |
| 49155              | 1998 SZ53  | 16 set 1998 | Anderson Mesa       | LONEOS                | —         | MPC                           |
| 49156              | 1998 SN54  | 16 set 1998 | Anderson Mesa       | LONEOS                | —         | MPC                           |
| 49157              | 1998 SQ54  | 16 set 1998 | Anderson Mesa       | LONEOS                | —         | MPC                           |
| 49158              | 1998 SB55  | 16 set 1998 | Anderson Mesa       | LONEOS                | —         | MPC                           |
| 49159              | 1998 SK55  | 16 set 1998 | Anderson Mesa       | LONEOS                | —         | MPC                           |
| 49160              | 1998 SW55  | 16 set 1998 | Anderson Mesa       | LONEOS                | —         | MPC                           |
| 49161              | 1998 SE56  | 16 set 1998 | Anderson Mesa       | LONEOS                | —         | MPC                           |
| 49162              | 1998 SO56  | 16 set 1998 | Anderson Mesa       | LONEOS                | —         | MPC                           |
| 49163              | 1998 SQ56  | 17 set 1998 | Anderson Mesa       | LONEOS                | —         | MPC                           |
| 49164              | 1998 ST56  | 17 set 1998 | Anderson Mesa       | LONEOS                | —         | MPC                           |
| 49165              | 1998 SU56  | 17 set 1998 | Anderson Mesa       | LONEOS                | —         | MPC                           |
| 49166              | 1998 SL57  | 17 set 1998 | Anderson Mesa       | LONEOS                | —         | MPC                           |
| 49167              | 1998 SP57  | 17 set 1998 | Anderson Mesa       | LONEOS                | —         | MPC                           |
| 49168              | 1998 SB58  | 17 set 1998 | Anderson Mesa       | LONEOS                | —         | MPC                           |
| 49169              | 1998 SL59  | 17 set 1998 | Anderson Mesa       | LONEOS                | Mitidika  | MPC                           |
| 49170              | 1998 SN59  | 17 set 1998 | Anderson Mesa       | LONEOS                | —         | MPC                           |
| 49171              | 1998 SD60  | 17 set 1998 | Anderson Mesa       | LONEOS                | —         | MPC                           |
| 49172              | 1998 SE60  | 17 set 1998 | Anderson Mesa       | LONEOS                | —         | MPC                           |
| 49173              | 1998 SQ63  | 29 set 1998 | Xinglong            | SCAP                  | —         | MPC                           |
| 49174              | 1998 SA64  | 20 set 1998 | La Silla            | E. W. Elst            | —         | MPC                           |
| 49175              | 1998 SG65  | 20 set 1998 | La Silla            | E. W. Elst            | —         | MPC                           |
| 49176              | 1998 SS65  | 20 set 1998 | La Silla            | E. W. Elst            | —         | MPC                           |
| 49177              | 1998 SU65  | 20 set 1998 | La Silla            | E. W. Elst            | —         | MPC                           |
| 49178              | 1998 SB67  | 20 set 1998 | La Silla            | E. W. Elst            | —         | MPC                           |
| 49179              | 1998 SC67  | 20 set 1998 | La Silla            | E. W. Elst            | —         | MPC                           |
| 49180              | 1998 SE67  | 20 set 1998 | La Silla            | E. W. Elst            | —         | MPC                           |
| 49181              | 1998 SU67  | 20 set 1998 | La Silla            | E. W. Elst            | —         | MPC                           |
| 49182              | 1998 SP69  | 19 set 1998 | Socorro             | LINEAR                | —         | MPC                           |
| 49183              | 1998 SW72  | 21 set 1998 | La Silla            | E. W. Elst            | —         | MPC                           |
| 49184              | 1998 SW73  | 21 set 1998 | La Silla            | E. W. Elst            | —         | MPC                           |
| 49185              | 1998 SA74  | 21 set 1998 | La Silla            | E. W. Elst            | —         | MPC                           |
| 49186              | 1998 SS75  | 20 set 1998 | Xinglong            | SCAP                  | —         | MPC                           |
| 49187 Zucchini     | 1998 SY75  | 18 set 1998 | Bologna             | San Vittore Obs.      | —         | MPC                           |
| 49188              | 1998 SZ79  | 26 set 1998 | Socorro             | LINEAR                | —         | MPC                           |
| 49189              | 1998 SJ80  | 26 set 1998 | Socorro             | LINEAR                | —         | MPC                           |
| 49190              | 1998 SL81  | 26 set 1998 | Socorro             | LINEAR                | Mitidika  | MPC                           |
| 49191              | 1998 SN85  | 26 set 1998 | Socorro             | LINEAR                | —         | MPC                           |
| 49192              | 1998 SU89  | 26 set 1998 | Socorro             | LINEAR                | —         | MPC                           |
| 49193              | 1998 SM91  | 26 set 1998 | Socorro             | LINEAR                | —         | MPC                           |
| 49194              | 1998 SX95  | 26 set 1998 | Socorro             | LINEAR                | —         | MPC                           |
| 49195              | 1998 SG102 | 26 set 1998 | Socorro             | LINEAR                | —         | MPC                           |
| 49196              | 1998 SU103 | 26 set 1998 | Socorro             | LINEAR                | —         | MPC                           |
| 49197              | 1998 SC104 | 26 set 1998 | Socorro             | LINEAR                | —         | MPC                           |
| 49198              | 1998 SG107 | 26 set 1998 | Socorro             | LINEAR                | —         | MPC                           |
| 49199              | 1998 SQ107 | 26 set 1998 | Socorro             | LINEAR                | —         | MPC                           |
| 49200              | 1998 SW107 | 26 set 1998 | Socorro             | LINEAR                | —         | MPC                           |

## 49201–49300
| Designação         | Designação | Descoberta  | Descoberta          | Descobridor(es) | Categoria | Mais informações / Referência |
| Permanente         | Provisória | Data        | Local               | Descobridor(es) | Categoria | Mais informações / Referência |
| ------------------ | ---------- | ----------- | ------------------- | --------------- | --------- | ----------------------------- |
| 49201              | 1998 SH110 | 26 set 1998 | Socorro             | LINEAR          | —         | MPC                           |
| 49202              | 1998 SE111 | 26 set 1998 | Socorro             | LINEAR          | —         | MPC                           |
| 49203              | 1998 SW115 | 26 set 1998 | Socorro             | LINEAR          | —         | MPC                           |
| 49204              | 1998 SR116 | 26 set 1998 | Socorro             | LINEAR          | —         | MPC                           |
| 49205              | 1998 SZ117 | 26 set 1998 | Socorro             | LINEAR          | —         | MPC                           |
| 49206              | 1998 SR118 | 26 set 1998 | Socorro             | LINEAR          | —         | MPC                           |
| 49207              | 1998 SV118 | 26 set 1998 | Socorro             | LINEAR          | —         | MPC                           |
| 49208              | 1998 SB119 | 26 set 1998 | Socorro             | LINEAR          | —         | MPC                           |
| 49209              | 1998 SN119 | 26 set 1998 | Socorro             | LINEAR          | —         | MPC                           |
| 49210              | 1998 ST119 | 26 set 1998 | Socorro             | LINEAR          | —         | MPC                           |
| 49211              | 1998 SX119 | 26 set 1998 | Socorro             | LINEAR          | —         | MPC                           |
| 49212              | 1998 SM121 | 26 set 1998 | Socorro             | LINEAR          | —         | MPC                           |
| 49213              | 1998 SW122 | 26 set 1998 | Socorro             | LINEAR          | Mitidika  | MPC                           |
| 49214              | 1998 SJ123 | 26 set 1998 | Socorro             | LINEAR          | —         | MPC                           |
| 49215              | 1998 SE124 | 26 set 1998 | Socorro             | LINEAR          | —         | MPC                           |
| 49216              | 1998 SH124 | 26 set 1998 | Socorro             | LINEAR          | —         | MPC                           |
| 49217              | 1998 SJ124 | 26 set 1998 | Socorro             | LINEAR          | —         | MPC                           |
| 49218              | 1998 SQ124 | 26 set 1998 | Socorro             | LINEAR          | —         | MPC                           |
| 49219              | 1998 SR124 | 26 set 1998 | Socorro             | LINEAR          | —         | MPC                           |
| 49220              | 1998 SA129 | 26 set 1998 | Socorro             | LINEAR          | —         | MPC                           |
| 49221              | 1998 SR129 | 26 set 1998 | Socorro             | LINEAR          | —         | MPC                           |
| 49222              | 1998 SM135 | 26 set 1998 | Socorro             | LINEAR          | —         | MPC                           |
| 49223              | 1998 SA136 | 26 set 1998 | Socorro             | LINEAR          | —         | MPC                           |
| 49224              | 1998 SK136 | 26 set 1998 | Socorro             | LINEAR          | —         | MPC                           |
| 49225              | 1998 SV136 | 26 set 1998 | Socorro             | LINEAR          | —         | MPC                           |
| 49226              | 1998 SX136 | 26 set 1998 | Socorro             | LINEAR          | —         | MPC                           |
| 49227              | 1998 SC137 | 26 set 1998 | Socorro             | LINEAR          | —         | MPC                           |
| 49228              | 1998 SK137 | 26 set 1998 | Socorro             | LINEAR          | —         | MPC                           |
| 49229              | 1998 SB140 | 26 set 1998 | Socorro             | LINEAR          | —         | MPC                           |
| 49230              | 1998 SL140 | 26 set 1998 | Socorro             | LINEAR          | —         | MPC                           |
| 49231              | 1998 ST140 | 26 set 1998 | Socorro             | LINEAR          | —         | MPC                           |
| 49232              | 1998 SB143 | 26 set 1998 | Socorro             | LINEAR          | —         | MPC                           |
| 49233              | 1998 SE145 | 20 set 1998 | La Silla            | E. W. Elst      | —         | MPC                           |
| 49234              | 1998 SL146 | 20 set 1998 | La Silla            | E. W. Elst      | —         | MPC                           |
| 49235              | 1998 SZ146 | 20 set 1998 | La Silla            | E. W. Elst      | —         | MPC                           |
| 49236              | 1998 SK151 | 26 set 1998 | Socorro             | LINEAR          | —         | MPC                           |
| 49237              | 1998 SW153 | 26 set 1998 | Socorro             | LINEAR          | —         | MPC                           |
| 49238              | 1998 SE157 | 26 set 1998 | Socorro             | LINEAR          | —         | MPC                           |
| 49239              | 1998 SE164 | 18 set 1998 | La Silla            | E. W. Elst      | —         | MPC                           |
| 49240              | 1998 SF164 | 18 set 1998 | La Silla            | E. W. Elst      | —         | MPC                           |
| 49241              | 1998 TQ3   | 14 out 1998 | Socorro             | LINEAR          | —         | MPC                           |
| 49242              | 1998 TD5   | 13 out 1998 | Višnjan Observatory | K. Korlević     | —         | MPC                           |
| 49243              | 1998 TE5   | 13 out 1998 | Višnjan Observatory | K. Korlević     | —         | MPC                           |
| 49244              | 1998 TG5   | 13 out 1998 | Višnjan Observatory | K. Korlević     | —         | MPC                           |
| 49245              | 1998 TS5   | 13 out 1998 | Višnjan Observatory | K. Korlević     | Phocaea   | MPC                           |
| 49246              | 1998 TF6   | 15 out 1998 | Višnjan Observatory | K. Korlević     | —         | MPC                           |
| 49247              | 1998 TL6   | 13 out 1998 | Ondřejov            | L. Kotková      | —         | MPC                           |
| 49248              | 1998 TX7   | 13 out 1998 | Kitt Peak           | Spacewatch      | Mitidika  | MPC                           |
| 49249              | 1998 TV13  | 13 out 1998 | Kitt Peak           | Spacewatch      | —         | MPC                           |
| 49250              | 1998 TD15  | 14 out 1998 | Kitt Peak           | Spacewatch      | —         | MPC                           |
| 49251              | 1998 TR17  | 15 out 1998 | Višnjan Observatory | K. Korlević     | —         | MPC                           |
| 49252              | 1998 TZ18  | 14 out 1998 | Xinglong            | SCAP            | —         | MPC                           |
| 49253              | 1998 TF21  | 13 out 1998 | Kitt Peak           | Spacewatch      | —         | MPC                           |
| 49254              | 1998 TQ25  | 14 out 1998 | Kitt Peak           | Spacewatch      | —         | MPC                           |
| 49255              | 1998 TJ29  | 15 out 1998 | Kitt Peak           | Spacewatch      | —         | MPC                           |
| 49256              | 1998 TA31  | 10 out 1998 | Anderson Mesa       | LONEOS          | —         | MPC                           |
| 49257              | 1998 TJ31  | 10 out 1998 | Anderson Mesa       | LONEOS          | —         | MPC                           |
| 49258              | 1998 TM32  | 11 out 1998 | Anderson Mesa       | LONEOS          | —         | MPC                           |
| 49259              | 1998 TF33  | 14 out 1998 | Anderson Mesa       | LONEOS          | —         | MPC                           |
| 49260              | 1998 TU33  | 14 out 1998 | Anderson Mesa       | LONEOS          | —         | MPC                           |
| 49261              | 1998 TW33  | 14 out 1998 | Anderson Mesa       | LONEOS          | —         | MPC                           |
| 49262              | 1998 TY34  | 14 out 1998 | Anderson Mesa       | LONEOS          | —         | MPC                           |
| 49263              | 1998 TJ36  | 11 out 1998 | Anderson Mesa       | LONEOS          | —         | MPC                           |
| 49264              | 1998 UC    | 16 out 1998 | Catalina            | CSS             | —         | MPC                           |
| 49265              | 1998 UM3   | 20 out 1998 | Caussols            | ODAS            | —         | MPC                           |
| 49266              | 1998 UW5   | 22 out 1998 | Caussols            | ODAS            | —         | MPC                           |
| 49267              | 1998 UU6   | 18 out 1998 | Gekko               | T. Kagawa       | —         | MPC                           |
| 49268              | 1998 UV7   | 23 out 1998 | Višnjan Observatory | K. Korlević     | Phocaea   | MPC                           |
| 49269              | 1998 UW7   | 23 out 1998 | Višnjan Observatory | K. Korlević     | —         | MPC                           |
| 49270              | 1998 UB9   | 17 out 1998 | Xinglong            | SCAP            | —         | MPC                           |
| 49271              | 1998 UG15  | 20 out 1998 | Woomera             | F. B. Zoltowski | —         | MPC                           |
| 49272 Bryce Canyon | 1998 UT16  | 27 out 1998 | Goodricke-Pigott    | R. A. Tucker    | —         | MPC                           |
| 49273              | 1998 UY18  | 27 out 1998 | Višnjan Observatory | K. Korlević     | —         | MPC                           |
| 49274              | 1998 UB20  | 28 out 1998 | Višnjan Observatory | K. Korlević     | —         | MPC                           |
| 49275              | 1998 UO20  | 28 out 1998 | Višnjan Observatory | K. Korlević     | —         | MPC                           |
| 49276              | 1998 UA21  | 29 out 1998 | Višnjan Observatory | K. Korlević     | —         | MPC                           |
| 49277              | 1998 UK22  | 28 out 1998 | Socorro             | LINEAR          | —         | MPC                           |
| 49278              | 1998 UO22  | 28 out 1998 | Socorro             | LINEAR          | —         | MPC                           |
| 49279              | 1998 UP22  | 28 out 1998 | Socorro             | LINEAR          | —         | MPC                           |
| 49280              | 1998 UT22  | 28 out 1998 | Reedy Creek         | J. Broughton    | —         | MPC                           |
| 49281              | 1998 UX22  | 30 out 1998 | Višnjan Observatory | K. Korlević     | —         | MPC                           |
| 49282              | 1998 UA24  | 17 out 1998 | Anderson Mesa       | LONEOS          | —         | MPC                           |
| 49283              | 1998 UG29  | 18 out 1998 | La Silla            | E. W. Elst      | —         | MPC                           |
| 49284              | 1998 US29  | 18 out 1998 | La Silla            | E. W. Elst      | —         | MPC                           |
| 49285              | 1998 UT29  | 18 out 1998 | La Silla            | E. W. Elst      | —         | MPC                           |
| 49286              | 1998 UC30  | 18 out 1998 | La Silla            | E. W. Elst      | —         | MPC                           |
| 49287              | 1998 US31  | 22 out 1998 | Xinglong            | SCAP            | —         | MPC                           |
| 49288              | 1998 UD33  | 28 out 1998 | Socorro             | LINEAR          | —         | MPC                           |
| 49289              | 1998 UH40  | 28 out 1998 | Socorro             | LINEAR          | —         | MPC                           |
| 49290              | 1998 UV41  | 28 out 1998 | Socorro             | LINEAR          | —         | MPC                           |
| 49291              | 1998 VJ    | 8 nov 1998  | Cocoa               | I. P. Griffin   | —         | MPC                           |
| 49292              | 1998 VA1   | 10 nov 1998 | Socorro             | LINEAR          | —         | MPC                           |
| 49293              | 1998 VK1   | 10 nov 1998 | Socorro             | LINEAR          | Phocaea   | MPC                           |
| 49294              | 1998 VG2   | 10 nov 1998 | Caussols            | ODAS            | —         | MPC                           |
| 49295              | 1998 VJ2   | 10 nov 1998 | Caussols            | ODAS            | —         | MPC                           |
| 49296              | 1998 VD3   | 10 nov 1998 | Caussols            | ODAS            | Phocaea   | MPC                           |
| 49297              | 1998 VY4   | 11 nov 1998 | Zeno                | T. Stafford     | —         | MPC                           |
| 49298              | 1998 VS5   | 2 nov 1998  | Fair Oaks Ranch     | J. V. McClusky  | —         | MPC                           |
| 49299              | 1998 VU5   | 11 nov 1998 | Gekko               | T. Kagawa       | —         | MPC                           |
| 49300              | 1998 VZ5   | 13 nov 1998 | Farpoint            | G. Hug, G. Bell | —         | MPC                           |

## 49301–49400
| Designação         | Designação | Descoberta  | Descoberta          | Descobridor(es)              | Categoria | Mais informações / Referência |
| Permanente         | Provisória | Data        | Local               | Descobridor(es)              | Categoria | Mais informações / Referência |
| ------------------ | ---------- | ----------- | ------------------- | ---------------------------- | --------- | ----------------------------- |
| 49301              | 1998 VD6   | 11 nov 1998 | Gekko               | T. Kagawa                    | —         | MPC                           |
| 49302              | 1998 VW7   | 10 nov 1998 | Socorro             | LINEAR                       | —         | MPC                           |
| 49303              | 1998 VN9   | 10 nov 1998 | Socorro             | LINEAR                       | Phocaea   | MPC                           |
| 49304              | 1998 VT9   | 10 nov 1998 | Socorro             | LINEAR                       | —         | MPC                           |
| 49305              | 1998 VQ13  | 10 nov 1998 | Socorro             | LINEAR                       | —         | MPC                           |
| 49306              | 1998 VS13  | 10 nov 1998 | Socorro             | LINEAR                       | —         | MPC                           |
| 49307              | 1998 VJ15  | 10 nov 1998 | Socorro             | LINEAR                       | —         | MPC                           |
| 49308              | 1998 VV15  | 10 nov 1998 | Socorro             | LINEAR                       | —         | MPC                           |
| 49309              | 1998 VB16  | 10 nov 1998 | Socorro             | LINEAR                       | —         | MPC                           |
| 49310              | 1998 VD17  | 10 nov 1998 | Socorro             | LINEAR                       | —         | MPC                           |
| 49311              | 1998 VZ17  | 10 nov 1998 | Socorro             | LINEAR                       | —         | MPC                           |
| 49312              | 1998 VA18  | 10 nov 1998 | Socorro             | LINEAR                       | —         | MPC                           |
| 49313              | 1998 VM18  | 10 nov 1998 | Socorro             | LINEAR                       | —         | MPC                           |
| 49314              | 1998 VN19  | 10 nov 1998 | Socorro             | LINEAR                       | —         | MPC                           |
| 49315              | 1998 VP21  | 10 nov 1998 | Socorro             | LINEAR                       | —         | MPC                           |
| 49316              | 1998 VX23  | 10 nov 1998 | Socorro             | LINEAR                       | —         | MPC                           |
| 49317              | 1998 VN24  | 10 nov 1998 | Socorro             | LINEAR                       | Phocaea   | MPC                           |
| 49318              | 1998 VE25  | 10 nov 1998 | Socorro             | LINEAR                       | —         | MPC                           |
| 49319              | 1998 VT25  | 10 nov 1998 | Socorro             | LINEAR                       | —         | MPC                           |
| 49320              | 1998 VJ26  | 10 nov 1998 | Socorro             | LINEAR                       | —         | MPC                           |
| 49321              | 1998 VY28  | 10 nov 1998 | Socorro             | LINEAR                       | —         | MPC                           |
| 49322              | 1998 VN29  | 10 nov 1998 | Socorro             | LINEAR                       | —         | MPC                           |
| 49323              | 1998 VN30  | 10 nov 1998 | Socorro             | LINEAR                       | —         | MPC                           |
| 49324              | 1998 VX30  | 10 nov 1998 | Socorro             | LINEAR                       | —         | MPC                           |
| 49325              | 1998 VK31  | 14 nov 1998 | Oizumi              | T. Kobayashi                 | —         | MPC                           |
| 49326              | 1998 VL31  | 14 nov 1998 | Oizumi              | T. Kobayashi                 | —         | MPC                           |
| 49327              | 1998 VZ33  | 11 nov 1998 | Farra d'Isonzo      | Farra d'Isonzo               | —         | MPC                           |
| 49328              | 1998 VL35  | 1 nov 1998  | Xinglong            | SCAP                         | —         | MPC                           |
| 49329              | 1998 VQ35  | 9 nov 1998  | Xinglong            | SCAP                         | —         | MPC                           |
| 49330              | 1998 VE36  | 14 nov 1998 | Socorro             | LINEAR                       | —         | MPC                           |
| 49331              | 1998 VZ37  | 10 nov 1998 | Socorro             | LINEAR                       | Phocaea   | MPC                           |
| 49332              | 1998 VC44  | 15 nov 1998 | Višnjan Observatory | K. Korlević                  | —         | MPC                           |
| 49333              | 1998 VP45  | 11 nov 1998 | Anderson Mesa       | LONEOS                       | —         | MPC                           |
| 49334              | 1998 VU45  | 14 nov 1998 | Anderson Mesa       | LONEOS                       | —         | MPC                           |
| 49335              | 1998 VV45  | 14 nov 1998 | Anderson Mesa       | LONEOS                       | —         | MPC                           |
| 49336              | 1998 VC49  | 10 nov 1998 | Socorro             | LINEAR                       | —         | MPC                           |
| 49337              | 1998 VN50  | 11 nov 1998 | Socorro             | LINEAR                       | —         | MPC                           |
| 49338              | 1998 VR51  | 13 nov 1998 | Socorro             | LINEAR                       | —         | MPC                           |
| 49339              | 1998 VH54  | 14 nov 1998 | Socorro             | LINEAR                       | —         | MPC                           |
| 49340              | 1998 WG    | 16 nov 1998 | San Marcello        | A. Boattini, L. Tesi         | —         | MPC                           |
| 49341              | 1998 WW2   | 17 nov 1998 | Caussols            | ODAS                         | —         | MPC                           |
| 49342              | 1998 WE3   | 18 nov 1998 | Gekko               | T. Kagawa                    | —         | MPC                           |
| 49343              | 1998 WH3   | 19 nov 1998 | Oizumi              | T. Kobayashi                 | Phocaea   | MPC                           |
| 49344              | 1998 WC4   | 20 nov 1998 | Farra d'Isonzo      | Farra d'Isonzo               | —         | MPC                           |
| 49345              | 1998 WH4   | 18 nov 1998 | Kushiro             | S. Ueda, H. Kaneda           | —         | MPC                           |
| 49346              | 1998 WK4   | 21 nov 1998 | Prescott            | P. G. Comba                  | —         | MPC                           |
| 49347              | 1998 WQ4   | 18 nov 1998 | Catalina            | CSS                          | —         | MPC                           |
| 49348              | 1998 WO6   | 23 nov 1998 | Oizumi              | T. Kobayashi                 | —         | MPC                           |
| 49349              | 1998 WW6   | 24 nov 1998 | Baton Rouge         | W. R. Cooney Jr., P. M. Motl | —         | MPC                           |
| 49350 Katheynix    | 1998 WQ8   | 27 nov 1998 | Baton Rouge         | W. R. Cooney Jr.             | —         | MPC                           |
| 49351              | 1998 WE9   | 27 nov 1998 | Višnjan Observatory | K. Korlević                  | —         | MPC                           |
| 49352              | 1998 WS9   | 28 nov 1998 | Višnjan Observatory | K. Korlević                  | —         | MPC                           |
| 49353              | 1998 WY9   | 18 nov 1998 | Socorro             | LINEAR                       | —         | MPC                           |
| 49354              | 1998 WP11  | 21 nov 1998 | Socorro             | LINEAR                       | —         | MPC                           |
| 49355              | 1998 WH12  | 21 nov 1998 | Socorro             | LINEAR                       | —         | MPC                           |
| 49356              | 1998 WT13  | 21 nov 1998 | Socorro             | LINEAR                       | —         | MPC                           |
| 49357              | 1998 WG14  | 21 nov 1998 | Socorro             | LINEAR                       | —         | MPC                           |
| 49358              | 1998 WZ14  | 21 nov 1998 | Socorro             | LINEAR                       | —         | MPC                           |
| 49359              | 1998 WB15  | 21 nov 1998 | Socorro             | LINEAR                       | —         | MPC                           |
| 49360              | 1998 WM15  | 21 nov 1998 | Socorro             | LINEAR                       | —         | MPC                           |
| 49361              | 1998 WN15  | 21 nov 1998 | Socorro             | LINEAR                       | —         | MPC                           |
| 49362              | 1998 WW16  | 21 nov 1998 | Socorro             | LINEAR                       | —         | MPC                           |
| 49363              | 1998 WZ16  | 21 nov 1998 | Socorro             | LINEAR                       | —         | MPC                           |
| 49364              | 1998 WG17  | 21 nov 1998 | Socorro             | LINEAR                       | —         | MPC                           |
| 49365              | 1998 WR18  | 21 nov 1998 | Socorro             | LINEAR                       | —         | MPC                           |
| 49366              | 1998 WY18  | 21 nov 1998 | Socorro             | LINEAR                       | —         | MPC                           |
| 49367              | 1998 WK19  | 23 nov 1998 | Socorro             | LINEAR                       | Phocaea   | MPC                           |
| 49368              | 1998 WN19  | 23 nov 1998 | Socorro             | LINEAR                       | —         | MPC                           |
| 49369              | 1998 WO19  | 23 nov 1998 | Socorro             | LINEAR                       | —         | MPC                           |
| 49370              | 1998 WS21  | 18 nov 1998 | Socorro             | LINEAR                       | —         | MPC                           |
| 49371              | 1998 WZ21  | 18 nov 1998 | Socorro             | LINEAR                       | —         | MPC                           |
| 49372              | 1998 WL30  | 26 nov 1998 | Kitt Peak           | Spacewatch                   | Phocaea   | MPC                           |
| 49373              | 1998 WO35  | 18 nov 1998 | Kitt Peak           | Spacewatch                   | —         | MPC                           |
| 49374              | 1998 WD36  | 19 nov 1998 | Kitt Peak           | Spacewatch                   | —         | MPC                           |
| 49375              | 1998 WW36  | 21 nov 1998 | Kitt Peak           | Spacewatch                   | —         | MPC                           |
| 49376              | 1998 WB41  | 18 nov 1998 | Socorro             | LINEAR                       | —         | MPC                           |
| 49377              | 1998 WP41  | 24 nov 1998 | Socorro             | LINEAR                       | —         | MPC                           |
| 49378              | 1998 XU2   | 7 dez 1998  | Xinglong            | SCAP                         | Phocaea   | MPC                           |
| 49379              | 1998 XF3   | 8 dez 1998  | Xinglong            | SCAP                         | —         | MPC                           |
| 49380              | 1998 XU4   | 12 dez 1998 | Oizumi              | T. Kobayashi                 | —         | MPC                           |
| 49381              | 1998 XX4   | 12 dez 1998 | Oizumi              | T. Kobayashi                 | —         | MPC                           |
| 49382 Lynnokamoto  | 1998 XG5   | 12 dez 1998 | Goodricke-Pigott    | R. A. Tucker                 | —         | MPC                           |
| 49383              | 1998 XP6   | 8 dez 1998  | Kitt Peak           | Spacewatch                   | —         | MPC                           |
| 49384 Hubertnaudot | 1998 XX9   | 12 dez 1998 | Blauvac             | R. Roy                       | —         | MPC                           |
| 49385              | 1998 XA12  | 14 dez 1998 | Socorro             | LINEAR                       | —         | MPC                           |
| 49386              | 1998 XH12  | 4 dez 1998  | Xinglong            | SCAP                         | —         | MPC                           |
| 49387              | 1998 XH16  | 14 dez 1998 | Socorro             | LINEAR                       | —         | MPC                           |
| 49388              | 1998 XR20  | 10 dez 1998 | Kitt Peak           | Spacewatch                   | —         | MPC                           |
| 49389              | 1998 XS20  | 10 dez 1998 | Kitt Peak           | Spacewatch                   | —         | MPC                           |
| 49390              | 1998 XO21  | 10 dez 1998 | Kitt Peak           | Spacewatch                   | Maria     | MPC                           |
| 49391              | 1998 XH25  | 13 dez 1998 | Kitt Peak           | Spacewatch                   | —         | MPC                           |
| 49392              | 1998 XD26  | 15 dez 1998 | Xinglong            | SCAP                         | —         | MPC                           |
| 49393              | 1998 XC28  | 14 dez 1998 | Socorro             | LINEAR                       | —         | MPC                           |
| 49394              | 1998 XT29  | 14 dez 1998 | Socorro             | LINEAR                       | —         | MPC                           |
| 49395              | 1998 XW32  | 14 dez 1998 | Socorro             | LINEAR                       | Phocaea   | MPC                           |
| 49396              | 1998 XG40  | 14 dez 1998 | Socorro             | LINEAR                       | —         | MPC                           |
| 49397              | 1998 XU40  | 14 dez 1998 | Socorro             | LINEAR                       | —         | MPC                           |
| 49398              | 1998 XO41  | 14 dez 1998 | Socorro             | LINEAR                       | —         | MPC                           |
| 49399              | 1998 XK44  | 14 dez 1998 | Socorro             | LINEAR                       | —         | MPC                           |
| 49400              | 1998 XS44  | 14 dez 1998 | Socorro             | LINEAR                       | —         | MPC                           |

## 49401–49500
| Designação            | Designação | Descoberta  | Descoberta          | Descobridor(es)             | Categoria | Mais informações / Referência |
| Permanente            | Provisória | Data        | Local               | Descobridor(es)             | Categoria | Mais informações / Referência |
| --------------------- | ---------- | ----------- | ------------------- | --------------------------- | --------- | ----------------------------- |
| 49401                 | 1998 XT44  | 14 dez 1998 | Socorro             | LINEAR                      | —         | MPC                           |
| 49402                 | 1998 XZ44  | 14 dez 1998 | Socorro             | LINEAR                      | —         | MPC                           |
| 49403                 | 1998 XE45  | 14 dez 1998 | Socorro             | LINEAR                      | Phocaea   | MPC                           |
| 49404                 | 1998 XN45  | 14 dez 1998 | Socorro             | LINEAR                      | —         | MPC                           |
| 49405                 | 1998 XW46  | 14 dez 1998 | Socorro             | LINEAR                      | —         | MPC                           |
| 49406                 | 1998 XP47  | 14 dez 1998 | Socorro             | LINEAR                      | —         | MPC                           |
| 49407                 | 1998 XC50  | 14 dez 1998 | Socorro             | LINEAR                      | —         | MPC                           |
| 49408                 | 1998 XL50  | 14 dez 1998 | Socorro             | LINEAR                      | —         | MPC                           |
| 49409                 | 1998 XS50  | 14 dez 1998 | Socorro             | LINEAR                      | —         | MPC                           |
| 49410                 | 1998 XR51  | 14 dez 1998 | Socorro             | LINEAR                      | —         | MPC                           |
| 49411                 | 1998 XT51  | 14 dez 1998 | Socorro             | LINEAR                      | —         | MPC                           |
| 49412                 | 1998 XV55  | 15 dez 1998 | Socorro             | LINEAR                      | —         | MPC                           |
| 49413                 | 1998 XZ62  | 14 dez 1998 | Socorro             | LINEAR                      | —         | MPC                           |
| 49414                 | 1998 XT65  | 14 dez 1998 | Socorro             | LINEAR                      | —         | MPC                           |
| 49415                 | 1998 XE68  | 14 dez 1998 | Socorro             | LINEAR                      | —         | MPC                           |
| 49416                 | 1998 XG73  | 14 dez 1998 | Socorro             | LINEAR                      | Phocaea   | MPC                           |
| 49417                 | 1998 XM73  | 14 dez 1998 | Socorro             | LINEAR                      | —         | MPC                           |
| 49418                 | 1998 XP73  | 14 dez 1998 | Socorro             | LINEAR                      | —         | MPC                           |
| 49419                 | 1998 XJ74  | 14 dez 1998 | Socorro             | LINEAR                      | Phocaea   | MPC                           |
| 49420                 | 1998 XK74  | 14 dez 1998 | Socorro             | LINEAR                      | —         | MPC                           |
| 49421                 | 1998 XC77  | 15 dez 1998 | Socorro             | LINEAR                      | —         | MPC                           |
| 49422                 | 1998 XM77  | 15 dez 1998 | Socorro             | LINEAR                      | —         | MPC                           |
| 49423                 | 1998 XR77  | 15 dez 1998 | Socorro             | LINEAR                      | —         | MPC                           |
| 49424                 | 1998 XC80  | 15 dez 1998 | Socorro             | LINEAR                      | —         | MPC                           |
| 49425                 | 1998 XE80  | 15 dez 1998 | Socorro             | LINEAR                      | —         | MPC                           |
| 49426                 | 1998 XP80  | 15 dez 1998 | Socorro             | LINEAR                      | —         | MPC                           |
| 49427                 | 1998 XE86  | 15 dez 1998 | Socorro             | LINEAR                      | Phocaea   | MPC                           |
| 49428                 | 1998 XL94  | 15 dez 1998 | Socorro             | LINEAR                      | —         | MPC                           |
| 49429                 | 1998 XZ95  | 2 dez 1998  | Xinglong            | SCAP                        | —         | MPC                           |
| 49430                 | 1998 XZ96  | 11 dez 1998 | Mérida              | O. A. Naranjo               | —         | MPC                           |
| 49431                 | 1998 XB99  | 15 dez 1998 | Socorro             | LINEAR                      | —         | MPC                           |
| 49432                 | 1998 YD    | 16 dez 1998 | Višnjan Observatory | K. Korlević                 | —         | MPC                           |
| 49433                 | 1998 YS    | 16 dez 1998 | Oizumi              | T. Kobayashi                | —         | MPC                           |
| 49434                 | 1998 YB1   | 16 dez 1998 | Gekko               | T. Kagawa                   | —         | MPC                           |
| 49435                 | 1998 YH1   | 16 dez 1998 | Gekko               | T. Kagawa                   | —         | MPC                           |
| 49436                 | 1998 YX2   | 17 dez 1998 | Ondřejov            | P. Pravec, U. Babiaková     | —         | MPC                           |
| 49437                 | 1998 YY3   | 17 dez 1998 | Gekko               | T. Kagawa                   | —         | MPC                           |
| 49438                 | 1998 YD4   | 19 dez 1998 | Oizumi              | T. Kobayashi                | —         | MPC                           |
| 49439                 | 1998 YC5   | 17 dez 1998 | Caussols            | ODAS                        | Brangane  | MPC                           |
| 49440 Kenzotange      | 1998 YP5   | 21 dez 1998 | Kuma Kogen          | A. Nakamura                 | —         | MPC                           |
| 49441 Scerbanenco     | 1998 YM6   | 22 dez 1998 | Bologna             | San Vittore Obs.            | —         | MPC                           |
| 49442                 | 1998 YD7   | 20 dez 1998 | Uto                 | F. Uto                      | —         | MPC                           |
| 49443 Marcobondi      | 1998 YN7   | 22 dez 1998 | Montelupo           | D. Guidetti, E. Masotti     | Pallas    | MPC                           |
| 49444                 | 1998 YO7   | 22 dez 1998 | Gekko               | T. Kagawa                   | —         | MPC                           |
| 49445                 | 1998 YS8   | 17 dez 1998 | Xinglong            | SCAP                        | —         | MPC                           |
| 49446                 | 1998 YO9   | 25 dez 1998 | Višnjan Observatory | K. Korlević, M. Jurić       | —         | MPC                           |
| 49447                 | 1998 YW11  | 26 dez 1998 | Oizumi              | T. Kobayashi                | —         | MPC                           |
| 49448 Macocha         | 1998 YJ12  | 21 dez 1998 | Ondřejov            | P. Pravec                   | —         | MPC                           |
| 49449                 | 1998 YN13  | 17 dez 1998 | Kitt Peak           | Spacewatch                  | —         | MPC                           |
| 49450                 | 1998 YD14  | 19 dez 1998 | Kitt Peak           | Spacewatch                  | —         | MPC                           |
| 49451                 | 1998 YH18  | 25 dez 1998 | Kitt Peak           | Spacewatch                  | —         | MPC                           |
| 49452                 | 1998 YV18  | 25 dez 1998 | Kitt Peak           | Spacewatch                  | —         | MPC                           |
| 49453                 | 1998 YD19  | 25 dez 1998 | Kitt Peak           | Spacewatch                  | —         | MPC                           |
| 49454                 | 1998 YH22  | 30 dez 1998 | Baton Rouge         | W. R. Cooney Jr., T. Martin | —         | MPC                           |
| 49455                 | 1998 YO22  | 29 dez 1998 | Xinglong            | SCAP                        | —         | MPC                           |
| 49456                 | 1998 YD28  | 21 dez 1998 | Socorro             | LINEAR                      | —         | MPC                           |
| 49457                 | 1998 YC30  | 19 dez 1998 | Xinglong            | SCAP                        | Phocaea   | MPC                           |
| 49458                 | 1999 AH2   | 9 jan 1999  | Oizumi              | T. Kobayashi                | —         | MPC                           |
| 49459                 | 1999 AJ2   | 9 jan 1999  | Oizumi              | T. Kobayashi                | —         | MPC                           |
| 49460                 | 1999 AT4   | 11 jan 1999 | Oizumi              | T. Kobayashi                | —         | MPC                           |
| 49461                 | 1999 AK5   | 10 jan 1999 | Nachi-Katsuura      | Y. Shimizu, T. Urata        | Brangane  | MPC                           |
| 49462                 | 1999 AS6   | 9 jan 1999  | Višnjan Observatory | K. Korlević                 | —         | MPC                           |
| 49463                 | 1999 AZ6   | 9 jan 1999  | Višnjan Observatory | K. Korlević                 | Brangane  | MPC                           |
| 49464                 | 1999 AO7   | 11 jan 1999 | Višnjan Observatory | K. Korlević                 | —         | MPC                           |
| 49465                 | 1999 AT8   | 10 jan 1999 | Fair Oaks Ranch     | J. V. McClusky              | —         | MPC                           |
| 49466                 | 1999 AX8   | 6 jan 1999  | Xinglong            | SCAP                        | —         | MPC                           |
| 49467                 | 1999 AC16  | 9 jan 1999  | Kitt Peak           | Spacewatch                  | —         | MPC                           |
| 49468                 | 1999 AE24  | 15 jan 1999 | Oizumi              | T. Kobayashi                | Pallas    | MPC                           |
| 49469 Emilianomazzoni | 1999 AL25  | 15 jan 1999 | Monte Agliale       | S. Donati                   | —         | MPC                           |
| 49470                 | 1999 AZ26  | 9 jan 1999  | Kitt Peak           | Spacewatch                  | —         | MPC                           |
| 49471                 | 1999 AX27  | 11 jan 1999 | Kitt Peak           | Spacewatch                  | —         | MPC                           |
| 49472                 | 1999 AR30  | 14 jan 1999 | Kitt Peak           | Spacewatch                  | —         | MPC                           |
| 49473                 | 1999 AT32  | 15 jan 1999 | Kitt Peak           | Spacewatch                  | —         | MPC                           |
| 49474                 | 1999 BL    | 16 jan 1999 | Oizumi              | T. Kobayashi                | —         | MPC                           |
| 49475                 | 1999 BH3   | 19 jan 1999 | Črni Vrh            | Črni Vrh                    | —         | MPC                           |
| 49476                 | 1999 BA6   | 21 jan 1999 | Višnjan Observatory | K. Korlević                 | —         | MPC                           |
| 49477                 | 1999 BA8   | 21 jan 1999 | Višnjan Observatory | K. Korlević                 | —         | MPC                           |
| 49478                 | 1999 BY8   | 22 jan 1999 | Višnjan Observatory | K. Korlević                 | —         | MPC                           |
| 49479                 | 1999 BH9   | 22 jan 1999 | Višnjan Observatory | K. Korlević                 | —         | MPC                           |
| 49480                 | 1999 BX9   | 23 jan 1999 | Višnjan Observatory | K. Korlević                 | —         | MPC                           |
| 49481 Gisellarubini   | 1999 BJ12  | 24 jan 1999 | Monte Agliale       | M. M. M. Santangelo         | —         | MPC                           |
| 49482                 | 1999 BV12  | 24 jan 1999 | Višnjan Observatory | K. Korlević                 | —         | MPC                           |
| 49483                 | 1999 BP13  | 25 jan 1999 | Višnjan Observatory | K. Korlević                 | —         | MPC                           |
| 49484                 | 1999 BP15  | 27 jan 1999 | High Point          | D. K. Chesney               | —         | MPC                           |
| 49485                 | 1999 BL16  | 16 jan 1999 | Socorro             | LINEAR                      | —         | MPC                           |
| 49486                 | 1999 BU18  | 16 jan 1999 | Socorro             | LINEAR                      | —         | MPC                           |
| 49487                 | 1999 BM22  | 18 jan 1999 | Socorro             | LINEAR                      | —         | MPC                           |
| 49488                 | 1999 BZ23  | 18 jan 1999 | Socorro             | LINEAR                      | —         | MPC                           |
| 49489                 | 1999 BQ24  | 18 jan 1999 | Socorro             | LINEAR                      | —         | MPC                           |
| 49490                 | 1999 BX24  | 18 jan 1999 | Socorro             | LINEAR                      | —         | MPC                           |
| 49491                 | 1999 BW25  | 18 jan 1999 | Socorro             | LINEAR                      | —         | MPC                           |
| 49492                 | 1999 BC26  | 19 jan 1999 | Višnjan Observatory | K. Korlević                 | Ursula    | MPC                           |
| 49493                 | 1999 CD    | 4 fev 1999  | Oizumi              | T. Kobayashi                | —         | MPC                           |
| 49494                 | 1999 CJ1   | 6 fev 1999  | Oizumi              | T. Kobayashi                | —         | MPC                           |
| 49495                 | 1999 CU1   | 7 fev 1999  | Oizumi              | T. Kobayashi                | —         | MPC                           |
| 49496                 | 1999 CC2   | 8 fev 1999  | Oizumi              | T. Kobayashi                | —         | MPC                           |
| 49497                 | 1999 CM3   | 8 fev 1999  | Uto                 | F. Uto                      | —         | MPC                           |
| 49498                 | 1999 CO5   | 12 fev 1999 | Gekko               | T. Kagawa                   | —         | MPC                           |
| 49499                 | 1999 CJ8   | 13 fev 1999 | Oizumi              | T. Kobayashi                | —         | MPC                           |
| 49500 Ishitoshi       | 1999 CP9   | 14 fev 1999 | Oizumi              | T. Kobayashi                | —         | MPC                           |

## 49501–49600
| Designação  | Designação | Descoberta  | Descoberta                | Descobridor(es)       | Categoria | Mais informações / Referência |
| Permanente  | Provisória | Data        | Local                     | Descobridor(es)       | Categoria | Mais informações / Referência |
| ----------- | ---------- | ----------- | ------------------------- | --------------------- | --------- | ----------------------------- |
| 49501 Basso | 1999 CN10  | 13 fev 1999 | Ceccano                   | G. Masi               | —         | MPC                           |
| 49502       | 1999 CK14  | 15 fev 1999 | Višnjan Observatory       | K. Korlević           | Brangane  | MPC                           |
| 49503       | 1999 CX16  | 10 fev 1999 | Socorro                   | LINEAR                | —         | MPC                           |
| 49504       | 1999 CA17  | 10 fev 1999 | Socorro                   | LINEAR                | —         | MPC                           |
| 49505       | 1999 CF19  | 10 fev 1999 | Socorro                   | LINEAR                | Brangane  | MPC                           |
| 49506       | 1999 CE20  | 10 fev 1999 | Socorro                   | LINEAR                | —         | MPC                           |
| 49507       | 1999 CF20  | 10 fev 1999 | Socorro                   | LINEAR                | Phocaea   | MPC                           |
| 49508       | 1999 CG22  | 10 fev 1999 | Socorro                   | LINEAR                | —         | MPC                           |
| 49509       | 1999 CM22  | 10 fev 1999 | Socorro                   | LINEAR                | Brangane  | MPC                           |
| 49510       | 1999 CX22  | 10 fev 1999 | Socorro                   | LINEAR                | —         | MPC                           |
| 49511       | 1999 CT25  | 10 fev 1999 | Socorro                   | LINEAR                | —         | MPC                           |
| 49512       | 1999 CJ27  | 10 fev 1999 | Socorro                   | LINEAR                | —         | MPC                           |
| 49513       | 1999 CK28  | 10 fev 1999 | Socorro                   | LINEAR                | —         | MPC                           |
| 49514       | 1999 CM31  | 10 fev 1999 | Socorro                   | LINEAR                | —         | MPC                           |
| 49515       | 1999 CP31  | 10 fev 1999 | Socorro                   | LINEAR                | —         | MPC                           |
| 49516       | 1999 CJ32  | 10 fev 1999 | Socorro                   | LINEAR                | —         | MPC                           |
| 49517       | 1999 CK32  | 10 fev 1999 | Socorro                   | LINEAR                | —         | MPC                           |
| 49518       | 1999 CN32  | 10 fev 1999 | Socorro                   | LINEAR                | —         | MPC                           |
| 49519       | 1999 CU33  | 10 fev 1999 | Socorro                   | LINEAR                | Brangane  | MPC                           |
| 49520       | 1999 CX33  | 10 fev 1999 | Socorro                   | LINEAR                | —         | MPC                           |
| 49521       | 1999 CC36  | 10 fev 1999 | Socorro                   | LINEAR                | —         | MPC                           |
| 49522       | 1999 CK37  | 10 fev 1999 | Socorro                   | LINEAR                | —         | MPC                           |
| 49523       | 1999 CL38  | 10 fev 1999 | Socorro                   | LINEAR                | —         | MPC                           |
| 49524       | 1999 CJ39  | 10 fev 1999 | Socorro                   | LINEAR                | —         | MPC                           |
| 49525       | 1999 CO40  | 10 fev 1999 | Socorro                   | LINEAR                | Phocaea   | MPC                           |
| 49526       | 1999 CP40  | 10 fev 1999 | Socorro                   | LINEAR                | —         | MPC                           |
| 49527       | 1999 CR44  | 10 fev 1999 | Socorro                   | LINEAR                | —         | MPC                           |
| 49528       | 1999 CN46  | 10 fev 1999 | Socorro                   | LINEAR                | —         | MPC                           |
| 49529       | 1999 CF48  | 10 fev 1999 | Socorro                   | LINEAR                | —         | MPC                           |
| 49530       | 1999 CC50  | 10 fev 1999 | Socorro                   | LINEAR                | —         | MPC                           |
| 49531       | 1999 CR51  | 10 fev 1999 | Socorro                   | LINEAR                | Brangane  | MPC                           |
| 49532       | 1999 CJ54  | 10 fev 1999 | Socorro                   | LINEAR                | —         | MPC                           |
| 49533       | 1999 CN54  | 10 fev 1999 | Socorro                   | LINEAR                | Brangane  | MPC                           |
| 49534       | 1999 CO56  | 10 fev 1999 | Socorro                   | LINEAR                | —         | MPC                           |
| 49535       | 1999 CB57  | 10 fev 1999 | Socorro                   | LINEAR                | —         | MPC                           |
| 49536       | 1999 CS60  | 12 fev 1999 | Socorro                   | LINEAR                | —         | MPC                           |
| 49537       | 1999 CY60  | 12 fev 1999 | Socorro                   | LINEAR                | —         | MPC                           |
| 49538       | 1999 CH61  | 12 fev 1999 | Socorro                   | LINEAR                | Ursula    | MPC                           |
| 49539       | 1999 CQ62  | 12 fev 1999 | Socorro                   | LINEAR                | Phocaea   | MPC                           |
| 49540       | 1999 CU63  | 12 fev 1999 | Socorro                   | LINEAR                | —         | MPC                           |
| 49541       | 1999 CO66  | 12 fev 1999 | Socorro                   | LINEAR                | Brangane  | MPC                           |
| 49542       | 1999 CT70  | 12 fev 1999 | Socorro                   | LINEAR                | —         | MPC                           |
| 49543       | 1999 CD76  | 12 fev 1999 | Socorro                   | LINEAR                | —         | MPC                           |
| 49544       | 1999 CA77  | 12 fev 1999 | Socorro                   | LINEAR                | —         | MPC                           |
| 49545       | 1999 CJ77  | 12 fev 1999 | Socorro                   | LINEAR                | —         | MPC                           |
| 49546       | 1999 CG79  | 12 fev 1999 | Socorro                   | LINEAR                | —         | MPC                           |
| 49547       | 1999 CY82  | 10 fev 1999 | Socorro                   | LINEAR                | —         | MPC                           |
| 49548       | 1999 CP83  | 10 fev 1999 | Socorro                   | LINEAR                | —         | MPC                           |
| 49549       | 1999 CL84  | 10 fev 1999 | Socorro                   | LINEAR                | —         | MPC                           |
| 49550       | 1999 CO84  | 10 fev 1999 | Socorro                   | LINEAR                | —         | MPC                           |
| 49551       | 1999 CV84  | 10 fev 1999 | Socorro                   | LINEAR                | —         | MPC                           |
| 49552       | 1999 CF85  | 10 fev 1999 | Socorro                   | LINEAR                | —         | MPC                           |
| 49553       | 1999 CB87  | 10 fev 1999 | Socorro                   | LINEAR                | —         | MPC                           |
| 49554       | 1999 CG87  | 10 fev 1999 | Socorro                   | LINEAR                | —         | MPC                           |
| 49555       | 1999 CK88  | 10 fev 1999 | Socorro                   | LINEAR                | —         | MPC                           |
| 49556       | 1999 CJ91  | 10 fev 1999 | Socorro                   | LINEAR                | —         | MPC                           |
| 49557       | 1999 CQ91  | 10 fev 1999 | Socorro                   | LINEAR                | Brangane  | MPC                           |
| 49558       | 1999 CN92  | 10 fev 1999 | Socorro                   | LINEAR                | —         | MPC                           |
| 49559       | 1999 CU92  | 10 fev 1999 | Socorro                   | LINEAR                | —         | MPC                           |
| 49560       | 1999 CQ93  | 10 fev 1999 | Socorro                   | LINEAR                | —         | MPC                           |
| 49561       | 1999 CA98  | 10 fev 1999 | Socorro                   | LINEAR                | —         | MPC                           |
| 49562       | 1999 CF100 | 10 fev 1999 | Socorro                   | LINEAR                | —         | MPC                           |
| 49563       | 1999 CQ100 | 10 fev 1999 | Socorro                   | LINEAR                | —         | MPC                           |
| 49564       | 1999 CN103 | 12 fev 1999 | Socorro                   | LINEAR                | —         | MPC                           |
| 49565       | 1999 CK104 | 12 fev 1999 | Socorro                   | LINEAR                | —         | MPC                           |
| 49566       | 1999 CM106 | 12 fev 1999 | Socorro                   | LINEAR                | —         | MPC                           |
| 49567       | 1999 CP107 | 12 fev 1999 | Socorro                   | LINEAR                | Brangane  | MPC                           |
| 49568       | 1999 CT107 | 12 fev 1999 | Socorro                   | LINEAR                | —         | MPC                           |
| 49569       | 1999 CH109 | 12 fev 1999 | Socorro                   | LINEAR                | —         | MPC                           |
| 49570       | 1999 CQ110 | 12 fev 1999 | Socorro                   | LINEAR                | Brangane  | MPC                           |
| 49571       | 1999 CA113 | 12 fev 1999 | Socorro                   | LINEAR                | —         | MPC                           |
| 49572       | 1999 CE114 | 12 fev 1999 | Socorro                   | LINEAR                | —         | MPC                           |
| 49573       | 1999 CB118 | 12 fev 1999 | Socorro                   | LINEAR                | —         | MPC                           |
| 49574       | 1999 CO119 | 11 fev 1999 | Socorro                   | LINEAR                | —         | MPC                           |
| 49575       | 1999 CX119 | 11 fev 1999 | Socorro                   | LINEAR                | Phocaea   | MPC                           |
| 49576       | 1999 CN121 | 11 fev 1999 | Socorro                   | LINEAR                | —         | MPC                           |
| 49577       | 1999 CB124 | 11 fev 1999 | Socorro                   | LINEAR                | —         | MPC                           |
| 49578       | 1999 CD124 | 11 fev 1999 | Socorro                   | LINEAR                | —         | MPC                           |
| 49579       | 1999 CL124 | 11 fev 1999 | Socorro                   | LINEAR                | —         | MPC                           |
| 49580       | 1999 CL126 | 11 fev 1999 | Socorro                   | LINEAR                | —         | MPC                           |
| 49581       | 1999 CO127 | 11 fev 1999 | Socorro                   | LINEAR                | —         | MPC                           |
| 49582       | 1999 CB128 | 11 fev 1999 | Outside Phoenix (Arizona) | LINEAR                | Phocaea   | MPC                           |
| 49583       | 1999 CU132 | 9 fev 1999  | Kitt Peak                 | Spacewatch            | —         | MPC                           |
| 49584       | 1999 CE133 | 7 fev 1999  | Kitt Peak                 | Spacewatch            | —         | MPC                           |
| 49585       | 1999 CO137 | 9 fev 1999  | Kitt Peak                 | Spacewatch            | —         | MPC                           |
| 49586       | 1999 CD138 | 11 fev 1999 | Kitt Peak                 | Spacewatch            | —         | MPC                           |
| 49587       | 1999 CL145 | 8 fev 1999  | Kitt Peak                 | Spacewatch            | —         | MPC                           |
| 49588       | 1999 CJ149 | 13 fev 1999 | Kitt Peak                 | Spacewatch            | —         | MPC                           |
| 49589       | 1999 CQ149 | 13 fev 1999 | Kitt Peak                 | Spacewatch            | —         | MPC                           |
| 49590       | 1999 DZ1   | 18 fev 1999 | Haleakalā                 | NEAT                  | —         | MPC                           |
| 49591       | 1999 DO2   | 19 fev 1999 | Oizumi                    | T. Kobayashi          | —         | MPC                           |
| 49592       | 1999 DD7   | 25 fev 1999 | Uccle                     | T. Pauwels            | —         | MPC                           |
| 49593       | 1999 DX7   | 18 fev 1999 | Anderson Mesa             | LONEOS                | —         | MPC                           |
| 49594       | 1999 EM13  | 10 mar 1999 | Kitt Peak                 | Spacewatch            | —         | MPC                           |
| 49595       | 1999 FG    | 16 mar 1999 | Višnjan Observatory       | K. Korlević, M. Jurić | Brangane  | MPC                           |
| 49596       | 1999 FT4   | 17 mar 1999 | Kitt Peak                 | Spacewatch            | —         | MPC                           |
| 49597       | 1999 FY12  | 19 mar 1999 | Kitt Peak                 | Spacewatch            | Brangane  | MPC                           |
| 49598       | 1999 FU17  | 23 mar 1999 | Kitt Peak                 | Spacewatch            | —         | MPC                           |
| 49599       | 1999 FM18  | 22 mar 1999 | Anderson Mesa             | LONEOS                | —         | MPC                           |
| 49600       | 1999 FN18  | 22 mar 1999 | Anderson Mesa             | LONEOS                | —         | MPC                           |

## 49601–49700
| Designação         | Designação | Descoberta  | Descoberta          | Descobridor(es)                | Categoria | Mais informações / Referência |
| Permanente         | Provisória | Data        | Local               | Descobridor(es)                | Categoria | Mais informações / Referência |
| ------------------ | ---------- | ----------- | ------------------- | ------------------------------ | --------- | ----------------------------- |
| 49601              | 1999 FG22  | 19 mar 1999 | Socorro             | LINEAR                         | —         | MPC                           |
| 49602              | 1999 FH24  | 19 mar 1999 | Socorro             | LINEAR                         | —         | MPC                           |
| 49603              | 1999 FC25  | 19 mar 1999 | Socorro             | LINEAR                         | —         | MPC                           |
| 49604              | 1999 FP25  | 19 mar 1999 | Socorro             | LINEAR                         | Ursula    | MPC                           |
| 49605              | 1999 FE26  | 19 mar 1999 | Socorro             | LINEAR                         | —         | MPC                           |
| 49606              | 1999 FU27  | 19 mar 1999 | Socorro             | LINEAR                         | —         | MPC                           |
| 49607              | 1999 FC28  | 19 mar 1999 | Socorro             | LINEAR                         | —         | MPC                           |
| 49608              | 1999 FX28  | 19 mar 1999 | Socorro             | LINEAR                         | —         | MPC                           |
| 49609              | 1999 FO29  | 19 mar 1999 | Socorro             | LINEAR                         | —         | MPC                           |
| 49610              | 1999 FY29  | 19 mar 1999 | Socorro             | LINEAR                         | —         | MPC                           |
| 49611              | 1999 FV30  | 19 mar 1999 | Socorro             | LINEAR                         | Ursula    | MPC                           |
| 49612              | 1999 FA31  | 19 mar 1999 | Socorro             | LINEAR                         | —         | MPC                           |
| 49613              | 1999 FS32  | 23 mar 1999 | Višnjan Observatory | K. Korlević                    | —         | MPC                           |
| 49614              | 1999 FB39  | 20 mar 1999 | Socorro             | LINEAR                         | —         | MPC                           |
| 49615              | 1999 FW41  | 20 mar 1999 | Socorro             | LINEAR                         | —         | MPC                           |
| 49616              | 1999 FY42  | 20 mar 1999 | Socorro             | LINEAR                         | —         | MPC                           |
| 49617              | 1999 FJ43  | 20 mar 1999 | Socorro             | LINEAR                         | —         | MPC                           |
| 49618              | 1999 FC44  | 20 mar 1999 | Socorro             | LINEAR                         | —         | MPC                           |
| 49619              | 1999 FU46  | 20 mar 1999 | Socorro             | LINEAR                         | —         | MPC                           |
| 49620              | 1999 FH51  | 20 mar 1999 | Socorro             | LINEAR                         | Brangane  | MPC                           |
| 49621              | 1999 GL    | 6 abr 1999  | Prescott            | P. G. Comba                    | —         | MPC                           |
| 49622              | 1999 GO3   | 9 abr 1999  | Višnjan Observatory | K. Korlević                    | —         | MPC                           |
| 49623              | 1999 GB5   | 7 abr 1999  | Nachi-Katsuura      | Y. Shimizu, T. Urata           | —         | MPC                           |
| 49624              | 1999 GR10  | 11 abr 1999 | Kitt Peak           | Spacewatch                     | Eos       | MPC                           |
| 49625              | 1999 GS10  | 11 abr 1999 | Kitt Peak           | Spacewatch                     | —         | MPC                           |
| 49626              | 1999 GL16  | 9 abr 1999  | Socorro             | LINEAR                         | —         | MPC                           |
| 49627              | 1999 GP16  | 15 abr 1999 | Socorro             | LINEAR                         | Phocaea   | MPC                           |
| 49628              | 1999 GV16  | 15 abr 1999 | Socorro             | LINEAR                         | Brangane  | MPC                           |
| 49629              | 1999 GF20  | 15 abr 1999 | Socorro             | LINEAR                         | —         | MPC                           |
| 49630              | 1999 GB21  | 15 abr 1999 | Socorro             | LINEAR                         | —         | MPC                           |
| 49631              | 1999 GA23  | 6 abr 1999  | Socorro             | LINEAR                         | —         | MPC                           |
| 49632              | 1999 GV37  | 12 abr 1999 | Socorro             | LINEAR                         | —         | MPC                           |
| 49633              | 1999 GC38  | 12 abr 1999 | Socorro             | LINEAR                         | —         | MPC                           |
| 49634              | 1999 GS41  | 12 abr 1999 | Socorro             | LINEAR                         | —         | MPC                           |
| 49635              | 1999 GA47  | 6 abr 1999  | Anderson Mesa       | LONEOS                         | Brangane  | MPC                           |
| 49636              | 1999 HJ1   | 16 abr 1999 | Socorro             | LINEAR                         | —         | MPC                           |
| 49637              | 1999 HO8   | 16 abr 1999 | Socorro             | LINEAR                         | —         | MPC                           |
| 49638              | 1999 HK9   | 17 abr 1999 | Socorro             | LINEAR                         | —         | MPC                           |
| 49639              | 1999 JJ17  | 15 mai 1999 | Kitt Peak           | Spacewatch                     | —         | MPC                           |
| 49640              | 1999 JH19  | 10 mai 1999 | Socorro             | LINEAR                         | —         | MPC                           |
| 49641              | 1999 JX25  | 10 mai 1999 | Socorro             | LINEAR                         | —         | MPC                           |
| 49642              | 1999 JK26  | 10 mai 1999 | Socorro             | LINEAR                         | —         | MPC                           |
| 49643              | 1999 JH31  | 10 mai 1999 | Socorro             | LINEAR                         | —         | MPC                           |
| 49644              | 1999 JJ33  | 10 mai 1999 | Socorro             | LINEAR                         | —         | MPC                           |
| 49645              | 1999 JU34  | 10 mai 1999 | Socorro             | LINEAR                         | —         | MPC                           |
| 49646              | 1999 JX34  | 10 mai 1999 | Socorro             | LINEAR                         | —         | MPC                           |
| 49647              | 1999 JW37  | 10 mai 1999 | Socorro             | LINEAR                         | —         | MPC                           |
| 49648              | 1999 JR45  | 10 mai 1999 | Socorro             | LINEAR                         | —         | MPC                           |
| 49649              | 1999 JC46  | 10 mai 1999 | Socorro             | LINEAR                         | —         | MPC                           |
| 49650              | 1999 JH61  | 10 mai 1999 | Socorro             | LINEAR                         | —         | MPC                           |
| 49651              | 1999 JR66  | 12 mai 1999 | Socorro             | LINEAR                         | —         | MPC                           |
| 49652              | 1999 JW81  | 12 mai 1999 | Socorro             | LINEAR                         | —         | MPC                           |
| 49653              | 1999 JO85  | 15 mai 1999 | Socorro             | LINEAR                         | —         | MPC                           |
| 49654              | 1999 JV85  | 12 mai 1999 | Socorro             | LINEAR                         | —         | MPC                           |
| 49655              | 1999 JY87  | 12 mai 1999 | Socorro             | LINEAR                         | Brangane  | MPC                           |
| 49656              | 1999 JK92  | 12 mai 1999 | Socorro             | LINEAR                         | —         | MPC                           |
| 49657              | 1999 JH99  | 12 mai 1999 | Socorro             | LINEAR                         | —         | MPC                           |
| 49658              | 1999 JK105 | 13 mai 1999 | Socorro             | LINEAR                         | —         | MPC                           |
| 49659              | 1999 JC118 | 13 mai 1999 | Socorro             | LINEAR                         | —         | MPC                           |
| 49660              | 1999 JU130 | 13 mai 1999 | Socorro             | LINEAR                         | Brangane  | MPC                           |
| 49661              | 1999 JH138 | 8 mai 1999  | Socorro             | LINEAR                         | —         | MPC                           |
| 49662              | 1999 KC3   | 17 mai 1999 | Kitt Peak           | Spacewatch                     | —         | MPC                           |
| 49663              | 1999 LV4   | 8 jun 1999  | Socorro             | LINEAR                         | —         | MPC                           |
| 49664              | 1999 MV    | 22 jun 1999 | Catalina            | CSS                            | —         | MPC                           |
| 49665              | 1999 NL2   | 12 jul 1999 | Socorro             | LINEAR                         | Juno      | MPC                           |
| 49666              | 1999 NZ57  | 13 jul 1999 | Socorro             | LINEAR                         | —         | MPC                           |
| 49667              | 1999 OM2   | 22 jul 1999 | Socorro             | LINEAR                         | —         | MPC                           |
| 49668              | 1999 OP2   | 22 jul 1999 | Socorro             | LINEAR                         | Hungaria  | MPC                           |
| 49669              | 1999 RZ30  | 8 set 1999  | Socorro             | LINEAR                         | —         | MPC                           |
| 49670              | 1999 RZ33  | 10 set 1999 | Socorro             | LINEAR                         | —         | MPC                           |
| 49671              | 1999 RP46  | 7 set 1999  | Socorro             | LINEAR                         | Brangane  | MPC                           |
| 49672              | 1999 RM103 | 8 set 1999  | Socorro             | LINEAR                         | —         | MPC                           |
| 49673              | 1999 RA215 | 13 set 1999 | Kitt Peak           | D. Davis, B. Gladman, C. Neese | —         | MPC                           |
| 49674              | 1999 SB5   | 30 set 1999 | Socorro             | LINEAR                         | Juno      | MPC                           |
| 49675              | 1999 SW27  | 18 set 1999 | Socorro             | LINEAR                         | —         | MPC                           |
| 49676              | 1999 TZ2   | 2 out 1999  | Catalina            | CSS                            | —         | MPC                           |
| 49677              | 1999 TB3   | 4 out 1999  | Prescott            | P. G. Comba                    | —         | MPC                           |
| 49678              | 1999 TQ7   | 2 out 1999  | Socorro             | LINEAR                         | Juno      | MPC                           |
| 49679              | 1999 TZ7   | 6 out 1999  | Črni Vrh            | Črni Vrh                       | —         | MPC                           |
| 49680              | 1999 TN9   | 7 out 1999  | Višnjan Observatory | K. Korlević, M. Jurić          | —         | MPC                           |
| 49681              | 1999 TN25  | 3 out 1999  | Socorro             | LINEAR                         | —         | MPC                           |
| 49682              | 1999 TT29  | 4 out 1999  | Socorro             | LINEAR                         | —         | MPC                           |
| 49683              | 1999 TX70  | 9 out 1999  | Kitt Peak           | Spacewatch                     | —         | MPC                           |
| 49684              | 1999 TH137 | 6 out 1999  | Socorro             | LINEAR                         | —         | MPC                           |
| 49685              | 1999 TT145 | 7 out 1999  | Socorro             | LINEAR                         | —         | MPC                           |
| 49686              | 1999 TP154 | 7 out 1999  | Socorro             | LINEAR                         | —         | MPC                           |
| 49687              | 1999 TQ178 | 10 out 1999 | Socorro             | LINEAR                         | —         | MPC                           |
| 49688              | 1999 TO198 | 12 out 1999 | Socorro             | LINEAR                         | —         | MPC                           |
| 49689              | 1999 TM200 | 12 out 1999 | Socorro             | LINEAR                         | —         | MPC                           |
| 49690              | 1999 TB212 | 15 out 1999 | Socorro             | LINEAR                         | —         | MPC                           |
| 49691              | 1999 TJ230 | 3 out 1999  | Catalina            | CSS                            | —         | MPC                           |
| 49692              | 1999 UB7   | 29 out 1999 | Kitt Peak           | Spacewatch                     | —         | MPC                           |
| 49693              | 1999 UR10  | 31 out 1999 | Socorro             | LINEAR                         | —         | MPC                           |
| 49694              | 1999 US41  | 18 out 1999 | Anderson Mesa       | LONEOS                         | —         | MPC                           |
| 49695              | 1999 UF42  | 20 out 1999 | Anderson Mesa       | LONEOS                         | —         | MPC                           |
| 49696              | 1999 UW42  | 28 out 1999 | Catalina            | CSS                            | —         | MPC                           |
| 49697              | 1999 UK52  | 31 out 1999 | Catalina            | CSS                            | —         | MPC                           |
| 49698 Váchal       | 1999 VA    | 1 nov 1999  | Kleť                | J. Tichá, M. Tichý             | —         | MPC                           |
| 49699 Hidetakasato | 1999 VZ    | 3 nov 1999  | Yatsuka             | H. Abe                         | —         | MPC                           |
| 49700 Mather       | 1999 VN1   | 1 nov 1999  | Uccle               | E. W. Elst, S. I. Ipatov       | —         | MPC                           |

## 49701–49800
| Designação    | Designação | Descoberta  | Descoberta          | Descobridor(es) | Categoria | Mais informações / Referência |
| Permanente    | Provisória | Data        | Local               | Descobridor(es) | Categoria | Mais informações / Referência |
| ------------- | ---------- | ----------- | ------------------- | --------------- | --------- | ----------------------------- |
| 49701         | 1999 VZ1   | 5 nov 1999  | Oaxaca              | J. M. Roe       | —         | MPC                           |
| 49702 Koikeda | 1999 VC2   | 4 nov 1999  | Yanagida            | A. Tsuchikawa   | —         | MPC                           |
| 49703         | 1999 VT12  | 11 nov 1999 | Fountain Hills      | C. W. Juels     | —         | MPC                           |
| 49704         | 1999 VR15  | 2 nov 1999  | Kitt Peak           | Spacewatch      | —         | MPC                           |
| 49705         | 1999 VC19  | 11 nov 1999 | Farpoint            | G. Bell, G. Hug | —         | MPC                           |
| 49706         | 1999 VB21  | 10 nov 1999 | Gekko               | T. Kagawa       | —         | MPC                           |
| 49707         | 1999 VZ23  | 13 nov 1999 | Uto                 | F. Uto          | —         | MPC                           |
| 49708         | 1999 VH26  | 3 nov 1999  | Socorro             | LINEAR          | —         | MPC                           |
| 49709         | 1999 VJ26  | 3 nov 1999  | Socorro             | LINEAR          | —         | MPC                           |
| 49710         | 1999 VC27  | 3 nov 1999  | Socorro             | LINEAR          | —         | MPC                           |
| 49711         | 1999 VB29  | 3 nov 1999  | Socorro             | LINEAR          | —         | MPC                           |
| 49712         | 1999 VP29  | 3 nov 1999  | Socorro             | LINEAR          | —         | MPC                           |
| 49713         | 1999 VB34  | 3 nov 1999  | Socorro             | LINEAR          | —         | MPC                           |
| 49714         | 1999 VP34  | 3 nov 1999  | Socorro             | LINEAR          | —         | MPC                           |
| 49715         | 1999 VZ34  | 3 nov 1999  | Socorro             | LINEAR          | —         | MPC                           |
| 49716         | 1999 VZ35  | 3 nov 1999  | Socorro             | LINEAR          | —         | MPC                           |
| 49717         | 1999 VR36  | 3 nov 1999  | Socorro             | LINEAR          | —         | MPC                           |
| 49718         | 1999 VP39  | 10 nov 1999 | Socorro             | LINEAR          | —         | MPC                           |
| 49719         | 1999 VE50  | 3 nov 1999  | Socorro             | LINEAR          | —         | MPC                           |
| 49720         | 1999 VV52  | 3 nov 1999  | Socorro             | LINEAR          | —         | MPC                           |
| 49721         | 1999 VX52  | 3 nov 1999  | Socorro             | LINEAR          | —         | MPC                           |
| 49722         | 1999 VS63  | 4 nov 1999  | Socorro             | LINEAR          | —         | MPC                           |
| 49723         | 1999 VX64  | 4 nov 1999  | Socorro             | LINEAR          | —         | MPC                           |
| 49724         | 1999 VQ66  | 4 nov 1999  | Socorro             | LINEAR          | —         | MPC                           |
| 49725         | 1999 VD67  | 4 nov 1999  | Socorro             | LINEAR          | —         | MPC                           |
| 49726         | 1999 VF67  | 4 nov 1999  | Socorro             | LINEAR          | —         | MPC                           |
| 49727         | 1999 VG69  | 4 nov 1999  | Socorro             | LINEAR          | —         | MPC                           |
| 49728         | 1999 VE72  | 11 nov 1999 | Xinglong            | SCAP            | —         | MPC                           |
| 49729         | 1999 VB73  | 12 nov 1999 | Socorro             | LINEAR          | —         | MPC                           |
| 49730         | 1999 VQ78  | 4 nov 1999  | Socorro             | LINEAR          | —         | MPC                           |
| 49731         | 1999 VR80  | 4 nov 1999  | Socorro             | LINEAR          | —         | MPC                           |
| 49732         | 1999 VX85  | 4 nov 1999  | Socorro             | LINEAR          | —         | MPC                           |
| 49733         | 1999 VB103 | 9 nov 1999  | Socorro             | LINEAR          | —         | MPC                           |
| 49734         | 1999 VR106 | 9 nov 1999  | Socorro             | LINEAR          | —         | MPC                           |
| 49735         | 1999 VX106 | 9 nov 1999  | Socorro             | LINEAR          | Mitidika  | MPC                           |
| 49736         | 1999 VU109 | 9 nov 1999  | Socorro             | LINEAR          | —         | MPC                           |
| 49737         | 1999 VS112 | 9 nov 1999  | Socorro             | LINEAR          | —         | MPC                           |
| 49738         | 1999 VP113 | 4 nov 1999  | Catalina            | CSS             | —         | MPC                           |
| 49739         | 1999 VZ121 | 4 nov 1999  | Kitt Peak           | Spacewatch      | —         | MPC                           |
| 49740         | 1999 VV123 | 5 nov 1999  | Kitt Peak           | Spacewatch      | —         | MPC                           |
| 49741         | 1999 VW124 | 9 nov 1999  | Socorro             | LINEAR          | —         | MPC                           |
| 49742         | 1999 VS129 | 11 nov 1999 | Kitt Peak           | Spacewatch      | —         | MPC                           |
| 49743         | 1999 VP143 | 11 nov 1999 | Catalina            | CSS             | —         | MPC                           |
| 49744         | 1999 VO145 | 9 nov 1999  | Socorro             | LINEAR          | —         | MPC                           |
| 49745         | 1999 VM153 | 11 nov 1999 | Kitt Peak           | Spacewatch      | —         | MPC                           |
| 49746         | 1999 VG156 | 12 nov 1999 | Socorro             | LINEAR          | —         | MPC                           |
| 49747         | 1999 VK161 | 14 nov 1999 | Socorro             | LINEAR          | —         | MPC                           |
| 49748         | 1999 VD166 | 14 nov 1999 | Socorro             | LINEAR          | —         | MPC                           |
| 49749         | 1999 VQ166 | 14 nov 1999 | Socorro             | LINEAR          | —         | MPC                           |
| 49750         | 1999 VV167 | 14 nov 1999 | Socorro             | LINEAR          | —         | MPC                           |
| 49751         | 1999 VL168 | 14 nov 1999 | Socorro             | LINEAR          | —         | MPC                           |
| 49752         | 1999 VP169 | 14 nov 1999 | Socorro             | LINEAR          | —         | MPC                           |
| 49753         | 1999 VD172 | 14 nov 1999 | Socorro             | LINEAR          | —         | MPC                           |
| 49754         | 1999 VL172 | 14 nov 1999 | Socorro             | LINEAR          | —         | MPC                           |
| 49755         | 1999 VO172 | 14 nov 1999 | Socorro             | LINEAR          | —         | MPC                           |
| 49756         | 1999 VJ177 | 5 nov 1999  | Socorro             | LINEAR          | —         | MPC                           |
| 49757         | 1999 VO183 | 12 nov 1999 | Socorro             | LINEAR          | —         | MPC                           |
| 49758         | 1999 VY188 | 15 nov 1999 | Socorro             | LINEAR          | —         | MPC                           |
| 49759         | 1999 VX189 | 15 nov 1999 | Socorro             | LINEAR          | —         | MPC                           |
| 49760         | 1999 VK190 | 15 nov 1999 | Socorro             | LINEAR          | —         | MPC                           |
| 49761         | 1999 VU201 | 3 nov 1999  | Socorro             | LINEAR          | —         | MPC                           |
| 49762         | 1999 VQ207 | 13 nov 1999 | Catalina            | CSS             | Juno      | MPC                           |
| 49763         | 1999 VO210 | 12 nov 1999 | Anderson Mesa       | LONEOS          | —         | MPC                           |
| 49764         | 1999 VE212 | 12 nov 1999 | Socorro             | LINEAR          | Mitidika  | MPC                           |
| 49765         | 1999 VB217 | 4 nov 1999  | Socorro             | LINEAR          | —         | MPC                           |
| 49766         | 1999 WS    | 18 nov 1999 | Oohira              | T. Urata        | —         | MPC                           |
| 49767         | 1999 WK2   | 26 nov 1999 | Višnjan Observatory | K. Korlević     | —         | MPC                           |
| 49768         | 1999 WP3   | 28 nov 1999 | Oizumi              | T. Kobayashi    | —         | MPC                           |
| 49769         | 1999 WZ6   | 28 nov 1999 | Višnjan Observatory | K. Korlević     | —         | MPC                           |
| 49770         | 1999 WC7   | 28 nov 1999 | Višnjan Observatory | K. Korlević     | —         | MPC                           |
| 49771         | 1999 WP7   | 28 nov 1999 | Višnjan Observatory | K. Korlević     | —         | MPC                           |
| 49772         | 1999 WT7   | 28 nov 1999 | Višnjan Observatory | K. Korlević     | —         | MPC                           |
| 49773         | 1999 WJ8   | 28 nov 1999 | Oizumi              | T. Kobayashi    | —         | MPC                           |
| 49774         | 1999 WT9   | 30 nov 1999 | Oizumi              | T. Kobayashi    | —         | MPC                           |
| 49775         | 1999 WO13  | 29 nov 1999 | Višnjan Observatory | K. Korlević     | —         | MPC                           |
| 49776         | 1999 WG18  | 28 nov 1999 | Višnjan Observatory | K. Korlević     | —         | MPC                           |
| 49777 Cappi   | 1999 XS    | 2 dez 1999  | Prescott            | P. G. Comba     | —         | MPC                           |
| 49778         | 1999 XT    | 2 dez 1999  | Socorro             | LINEAR          | —         | MPC                           |
| 49779         | 1999 XG3   | 4 dez 1999  | Catalina            | CSS             | —         | MPC                           |
| 49780         | 1999 XG6   | 4 dez 1999  | Catalina            | CSS             | —         | MPC                           |
| 49781         | 1999 XT7   | 4 dez 1999  | Fountain Hills      | C. W. Juels     | Phocaea   | MPC                           |
| 49782         | 1999 XK9   | 2 dez 1999  | Kitt Peak           | Spacewatch      | —         | MPC                           |
| 49783         | 1999 XW9   | 4 dez 1999  | Kitt Peak           | Spacewatch      | —         | MPC                           |
| 49784         | 1999 XA10  | 5 dez 1999  | Kitt Peak           | Spacewatch      | —         | MPC                           |
| 49785         | 1999 XB10  | 5 dez 1999  | Kitt Peak           | Spacewatch      | —         | MPC                           |
| 49786         | 1999 XE11  | 5 dez 1999  | Catalina            | CSS             | —         | MPC                           |
| 49787         | 1999 XY11  | 6 dez 1999  | Catalina            | CSS             | —         | MPC                           |
| 49788         | 1999 XA13  | 5 dez 1999  | Socorro             | LINEAR          | —         | MPC                           |
| 49789         | 1999 XY15  | 6 dez 1999  | Višnjan Observatory | K. Korlević     | —         | MPC                           |
| 49790         | 1999 XF20  | 5 dez 1999  | Socorro             | LINEAR          | —         | MPC                           |
| 49791         | 1999 XF31  | 6 dez 1999  | Socorro             | LINEAR          | —         | MPC                           |
| 49792         | 1999 XO31  | 6 dez 1999  | Socorro             | LINEAR          | —         | MPC                           |
| 49793         | 1999 XX31  | 6 dez 1999  | Socorro             | LINEAR          | —         | MPC                           |
| 49794         | 1999 XH32  | 6 dez 1999  | Socorro             | LINEAR          | —         | MPC                           |
| 49795         | 1999 XJ32  | 6 dez 1999  | Socorro             | LINEAR          | —         | MPC                           |
| 49796         | 1999 XS32  | 6 dez 1999  | Socorro             | LINEAR          | —         | MPC                           |
| 49797         | 1999 XC33  | 6 dez 1999  | Socorro             | LINEAR          | —         | MPC                           |
| 49798         | 1999 XL33  | 6 dez 1999  | Socorro             | LINEAR          | —         | MPC                           |
| 49799         | 1999 XB34  | 6 dez 1999  | Socorro             | LINEAR          | —         | MPC                           |
| 49800         | 1999 XL34  | 6 dez 1999  | Socorro             | LINEAR          | —         | MPC                           |

## 49801–49900
| Designação | Designação | Descoberta  | Descoberta | Descobridor(es) | Categoria | Mais informações / Referência |
| Permanente | Provisória | Data        | Local      | Descobridor(es) | Categoria | Mais informações / Referência |
| ---------- | ---------- | ----------- | ---------- | --------------- | --------- | ----------------------------- |
| 49801      | 1999 XP34  | 6 dez 1999  | Socorro    | LINEAR          | —         | MPC                           |
| 49802      | 1999 XA35  | 6 dez 1999  | Socorro    | LINEAR          | —         | MPC                           |
| 49803      | 1999 XG35  | 7 dez 1999  | Socorro    | LINEAR          | —         | MPC                           |
| 49804      | 1999 XM35  | 4 dez 1999  | Catalina   | CSS             | —         | MPC                           |
| 49805      | 1999 XC36  | 6 dez 1999  | Oizumi     | T. Kobayashi    | —         | MPC                           |
| 49806      | 1999 XL38  | 8 dez 1999  | Socorro    | LINEAR          | —         | MPC                           |
| 49807      | 1999 XL39  | 6 dez 1999  | Socorro    | LINEAR          | —         | MPC                           |
| 49808      | 1999 XD40  | 6 dez 1999  | Socorro    | LINEAR          | —         | MPC                           |
| 49809      | 1999 XC42  | 7 dez 1999  | Socorro    | LINEAR          | —         | MPC                           |
| 49810      | 1999 XH43  | 7 dez 1999  | Socorro    | LINEAR          | —         | MPC                           |
| 49811      | 1999 XT44  | 7 dez 1999  | Socorro    | LINEAR          | —         | MPC                           |
| 49812      | 1999 XH46  | 7 dez 1999  | Socorro    | LINEAR          | —         | MPC                           |
| 49813      | 1999 XQ46  | 7 dez 1999  | Socorro    | LINEAR          | —         | MPC                           |
| 49814      | 1999 XL47  | 7 dez 1999  | Socorro    | LINEAR          | —         | MPC                           |
| 49815      | 1999 XK56  | 7 dez 1999  | Socorro    | LINEAR          | —         | MPC                           |
| 49816      | 1999 XZ57  | 7 dez 1999  | Socorro    | LINEAR          | —         | MPC                           |
| 49817      | 1999 XC58  | 7 dez 1999  | Socorro    | LINEAR          | —         | MPC                           |
| 49818      | 1999 XT58  | 7 dez 1999  | Socorro    | LINEAR          | —         | MPC                           |
| 49819      | 1999 XA59  | 7 dez 1999  | Socorro    | LINEAR          | —         | MPC                           |
| 49820      | 1999 XS64  | 7 dez 1999  | Socorro    | LINEAR          | —         | MPC                           |
| 49821      | 1999 XA70  | 7 dez 1999  | Socorro    | LINEAR          | —         | MPC                           |
| 49822      | 1999 XD70  | 7 dez 1999  | Socorro    | LINEAR          | —         | MPC                           |
| 49823      | 1999 XV71  | 7 dez 1999  | Socorro    | LINEAR          | —         | MPC                           |
| 49824      | 1999 XV73  | 7 dez 1999  | Socorro    | LINEAR          | —         | MPC                           |
| 49825      | 1999 XW73  | 7 dez 1999  | Socorro    | LINEAR          | —         | MPC                           |
| 49826      | 1999 XN74  | 7 dez 1999  | Socorro    | LINEAR          | —         | MPC                           |
| 49827      | 1999 XM77  | 7 dez 1999  | Socorro    | LINEAR          | —         | MPC                           |
| 49828      | 1999 XE82  | 7 dez 1999  | Socorro    | LINEAR          | —         | MPC                           |
| 49829      | 1999 XA83  | 7 dez 1999  | Socorro    | LINEAR          | —         | MPC                           |
| 49830      | 1999 XP83  | 7 dez 1999  | Socorro    | LINEAR          | —         | MPC                           |
| 49831      | 1999 XT83  | 7 dez 1999  | Socorro    | LINEAR          | —         | MPC                           |
| 49832      | 1999 XA84  | 7 dez 1999  | Socorro    | LINEAR          | —         | MPC                           |
| 49833      | 1999 XB84  | 7 dez 1999  | Socorro    | LINEAR          | —         | MPC                           |
| 49834      | 1999 XC84  | 7 dez 1999  | Socorro    | LINEAR          | —         | MPC                           |
| 49835      | 1999 XK84  | 7 dez 1999  | Socorro    | LINEAR          | —         | MPC                           |
| 49836      | 1999 XD85  | 7 dez 1999  | Socorro    | LINEAR          | —         | MPC                           |
| 49837      | 1999 XN85  | 7 dez 1999  | Socorro    | LINEAR          | —         | MPC                           |
| 49838      | 1999 XS86  | 7 dez 1999  | Socorro    | LINEAR          | —         | MPC                           |
| 49839      | 1999 XY87  | 7 dez 1999  | Socorro    | LINEAR          | —         | MPC                           |
| 49840      | 1999 XQ89  | 7 dez 1999  | Socorro    | LINEAR          | —         | MPC                           |
| 49841      | 1999 XN90  | 7 dez 1999  | Socorro    | LINEAR          | —         | MPC                           |
| 49842      | 1999 XS90  | 7 dez 1999  | Socorro    | LINEAR          | —         | MPC                           |
| 49843      | 1999 XP92  | 7 dez 1999  | Socorro    | LINEAR          | —         | MPC                           |
| 49844      | 1999 XR92  | 7 dez 1999  | Socorro    | LINEAR          | —         | MPC                           |
| 49845      | 1999 XA93  | 7 dez 1999  | Socorro    | LINEAR          | —         | MPC                           |
| 49846      | 1999 XE93  | 7 dez 1999  | Socorro    | LINEAR          | —         | MPC                           |
| 49847      | 1999 XO93  | 7 dez 1999  | Socorro    | LINEAR          | —         | MPC                           |
| 49848      | 1999 XG94  | 7 dez 1999  | Socorro    | LINEAR          | —         | MPC                           |
| 49849      | 1999 XK94  | 7 dez 1999  | Socorro    | LINEAR          | —         | MPC                           |
| 49850      | 1999 XM94  | 7 dez 1999  | Socorro    | LINEAR          | —         | MPC                           |
| 49851      | 1999 XM95  | 7 dez 1999  | Oizumi     | T. Kobayashi    | —         | MPC                           |
| 49852      | 1999 XA96  | 9 dez 1999  | Oizumi     | T. Kobayashi    | —         | MPC                           |
| 49853      | 1999 XG96  | 7 dez 1999  | Socorro    | LINEAR          | —         | MPC                           |
| 49854      | 1999 XB98  | 7 dez 1999  | Socorro    | LINEAR          | —         | MPC                           |
| 49855      | 1999 XV98  | 7 dez 1999  | Socorro    | LINEAR          | —         | MPC                           |
| 49856      | 1999 XC99  | 7 dez 1999  | Socorro    | LINEAR          | —         | MPC                           |
| 49857      | 1999 XD99  | 7 dez 1999  | Socorro    | LINEAR          | —         | MPC                           |
| 49858      | 1999 XZ99  | 7 dez 1999  | Socorro    | LINEAR          | —         | MPC                           |
| 49859      | 1999 XB100 | 7 dez 1999  | Socorro    | LINEAR          | —         | MPC                           |
| 49860      | 1999 XO100 | 7 dez 1999  | Socorro    | LINEAR          | —         | MPC                           |
| 49861      | 1999 XG101 | 7 dez 1999  | Socorro    | LINEAR          | —         | MPC                           |
| 49862      | 1999 XC104 | 9 dez 1999  | Gekko      | T. Kagawa       | —         | MPC                           |
| 49863      | 1999 XK104 | 7 dez 1999  | Socorro    | LINEAR          | —         | MPC                           |
| 49864      | 1999 XS104 | 10 dez 1999 | Oizumi     | T. Kobayashi    | —         | MPC                           |
| 49865      | 1999 XF108 | 4 dez 1999  | Catalina   | CSS             | —         | MPC                           |
| 49866      | 1999 XG111 | 7 dez 1999  | Catalina   | CSS             | Phocaea   | MPC                           |
| 49867      | 1999 XL111 | 8 dez 1999  | Catalina   | CSS             | —         | MPC                           |
| 49868      | 1999 XF112 | 7 dez 1999  | Socorro    | LINEAR          | —         | MPC                           |
| 49869      | 1999 XG115 | 12 dez 1999 | Calgary    | G. W. Billings  | —         | MPC                           |
| 49870      | 1999 XK118 | 5 dez 1999  | Catalina   | CSS             | —         | MPC                           |
| 49871      | 1999 XY118 | 5 dez 1999  | Catalina   | CSS             | —         | MPC                           |
| 49872      | 1999 XT124 | 7 dez 1999  | Catalina   | CSS             | —         | MPC                           |
| 49873      | 1999 XZ124 | 7 dez 1999  | Catalina   | CSS             | —         | MPC                           |
| 49874      | 1999 XW129 | 12 dez 1999 | Socorro    | LINEAR          | —         | MPC                           |
| 49875      | 1999 XR130 | 12 dez 1999 | Socorro    | LINEAR          | —         | MPC                           |
| 49876      | 1999 XG131 | 12 dez 1999 | Socorro    | LINEAR          | —         | MPC                           |
| 49877      | 1999 XD133 | 12 dez 1999 | Socorro    | LINEAR          | —         | MPC                           |
| 49878      | 1999 XF134 | 12 dez 1999 | Socorro    | LINEAR          | —         | MPC                           |
| 49879      | 1999 XH135 | 6 dez 1999  | Socorro    | LINEAR          | —         | MPC                           |
| 49880      | 1999 XP135 | 8 dez 1999  | Socorro    | LINEAR          | —         | MPC                           |
| 49881      | 1999 XO138 | 4 dez 1999  | Kitt Peak  | Spacewatch      | Chloris   | MPC                           |
| 49882      | 1999 XO140 | 2 dez 1999  | Kitt Peak  | Spacewatch      | —         | MPC                           |
| 49883      | 1999 XW140 | 2 dez 1999  | Kitt Peak  | Spacewatch      | —         | MPC                           |
| 49884      | 1999 XA144 | 10 dez 1999 | Socorro    | LINEAR          | —         | MPC                           |
| 49885      | 1999 XG146 | 7 dez 1999  | Kitt Peak  | Spacewatch      | —         | MPC                           |
| 49886      | 1999 XX151 | 7 dez 1999  | Kitt Peak  | Spacewatch      | —         | MPC                           |
| 49887      | 1999 XH156 | 8 dez 1999  | Socorro    | LINEAR          | —         | MPC                           |
| 49888      | 1999 XQ156 | 8 dez 1999  | Socorro    | LINEAR          | —         | MPC                           |
| 49889      | 1999 XA158 | 8 dez 1999  | Socorro    | LINEAR          | —         | MPC                           |
| 49890      | 1999 XE158 | 8 dez 1999  | Socorro    | LINEAR          | —         | MPC                           |
| 49891      | 1999 XF158 | 8 dez 1999  | Socorro    | LINEAR          | —         | MPC                           |
| 49892      | 1999 XG159 | 8 dez 1999  | Socorro    | LINEAR          | —         | MPC                           |
| 49893      | 1999 XF160 | 8 dez 1999  | Socorro    | LINEAR          | —         | MPC                           |
| 49894      | 1999 XJ160 | 8 dez 1999  | Socorro    | LINEAR          | —         | MPC                           |
| 49895      | 1999 XK160 | 8 dez 1999  | Socorro    | LINEAR          | —         | MPC                           |
| 49896      | 1999 XN160 | 8 dez 1999  | Socorro    | LINEAR          | —         | MPC                           |
| 49897      | 1999 XY160 | 8 dez 1999  | Socorro    | LINEAR          | —         | MPC                           |
| 49898      | 1999 XZ160 | 8 dez 1999  | Socorro    | LINEAR          | —         | MPC                           |
| 49899      | 1999 XA163 | 8 dez 1999  | Kitt Peak  | Spacewatch      | —         | MPC                           |
| 49900      | 1999 XV163 | 8 dez 1999  | Catalina   | CSS             | —         | MPC                           |

## 49901–50000
| Designação   | Designação | Descoberta  | Descoberta          | Descobridor(es)          | Categoria | Mais informações / Referência |
| Permanente   | Provisória | Data        | Local               | Descobridor(es)          | Categoria | Mais informações / Referência |
| ------------ | ---------- | ----------- | ------------------- | ------------------------ | --------- | ----------------------------- |
| 49901        | 1999 XK164 | 8 dez 1999  | Socorro             | LINEAR                   | —         | MPC                           |
| 49902        | 1999 XS164 | 8 dez 1999  | Socorro             | LINEAR                   | —         | MPC                           |
| 49903        | 1999 XK165 | 8 dez 1999  | Socorro             | LINEAR                   | —         | MPC                           |
| 49904        | 1999 XN165 | 8 dez 1999  | Socorro             | LINEAR                   | —         | MPC                           |
| 49905        | 1999 XU165 | 8 dez 1999  | Socorro             | LINEAR                   | —         | MPC                           |
| 49906        | 1999 XX165 | 8 dez 1999  | Socorro             | LINEAR                   | —         | MPC                           |
| 49907        | 1999 XZ165 | 9 dez 1999  | Socorro             | LINEAR                   | —         | MPC                           |
| 49908        | 1999 XZ168 | 10 dez 1999 | Socorro             | LINEAR                   | —         | MPC                           |
| 49909        | 1999 XB169 | 10 dez 1999 | Socorro             | LINEAR                   | —         | MPC                           |
| 49910        | 1999 XS169 | 10 dez 1999 | Socorro             | LINEAR                   | —         | MPC                           |
| 49911        | 1999 XT169 | 10 dez 1999 | Socorro             | LINEAR                   | —         | MPC                           |
| 49912        | 1999 XY170 | 10 dez 1999 | Socorro             | LINEAR                   | —         | MPC                           |
| 49913        | 1999 XE171 | 10 dez 1999 | Socorro             | LINEAR                   | —         | MPC                           |
| 49914        | 1999 XG171 | 10 dez 1999 | Socorro             | LINEAR                   | —         | MPC                           |
| 49915        | 1999 XU171 | 10 dez 1999 | Socorro             | LINEAR                   | —         | MPC                           |
| 49916        | 1999 XV171 | 10 dez 1999 | Socorro             | LINEAR                   | —         | MPC                           |
| 49917        | 1999 XG172 | 10 dez 1999 | Socorro             | LINEAR                   | —         | MPC                           |
| 49918        | 1999 XX172 | 10 dez 1999 | Socorro             | LINEAR                   | —         | MPC                           |
| 49919        | 1999 XY172 | 10 dez 1999 | Socorro             | LINEAR                   | —         | MPC                           |
| 49920        | 1999 XV173 | 10 dez 1999 | Socorro             | LINEAR                   | —         | MPC                           |
| 49921        | 1999 XL174 | 10 dez 1999 | Socorro             | LINEAR                   | —         | MPC                           |
| 49922        | 1999 XP174 | 10 dez 1999 | Socorro             | LINEAR                   | —         | MPC                           |
| 49923        | 1999 XQ174 | 10 dez 1999 | Socorro             | LINEAR                   | —         | MPC                           |
| 49924        | 1999 XY174 | 10 dez 1999 | Socorro             | LINEAR                   | —         | MPC                           |
| 49925        | 1999 XJ175 | 10 dez 1999 | Socorro             | LINEAR                   | —         | MPC                           |
| 49926        | 1999 XK175 | 10 dez 1999 | Socorro             | LINEAR                   | —         | MPC                           |
| 49927        | 1999 XG176 | 10 dez 1999 | Socorro             | LINEAR                   | —         | MPC                           |
| 49928        | 1999 XN176 | 10 dez 1999 | Socorro             | LINEAR                   | —         | MPC                           |
| 49929        | 1999 XU176 | 10 dez 1999 | Socorro             | LINEAR                   | —         | MPC                           |
| 49930        | 1999 XZ176 | 10 dez 1999 | Socorro             | LINEAR                   | —         | MPC                           |
| 49931        | 1999 XL177 | 10 dez 1999 | Socorro             | LINEAR                   | —         | MPC                           |
| 49932        | 1999 XK178 | 10 dez 1999 | Socorro             | LINEAR                   | —         | MPC                           |
| 49933        | 1999 XD179 | 10 dez 1999 | Socorro             | LINEAR                   | —         | MPC                           |
| 49934        | 1999 XU179 | 10 dez 1999 | Socorro             | LINEAR                   | —         | MPC                           |
| 49935        | 1999 XV179 | 10 dez 1999 | Socorro             | LINEAR                   | —         | MPC                           |
| 49936        | 1999 XD180 | 10 dez 1999 | Socorro             | LINEAR                   | —         | MPC                           |
| 49937        | 1999 XO180 | 10 dez 1999 | Socorro             | LINEAR                   | —         | MPC                           |
| 49938        | 1999 XS180 | 10 dez 1999 | Socorro             | LINEAR                   | —         | MPC                           |
| 49939        | 1999 XV180 | 10 dez 1999 | Socorro             | LINEAR                   | —         | MPC                           |
| 49940        | 1999 XZ186 | 12 dez 1999 | Socorro             | LINEAR                   | —         | MPC                           |
| 49941        | 1999 XN187 | 12 dez 1999 | Socorro             | LINEAR                   | —         | MPC                           |
| 49942        | 1999 XL188 | 12 dez 1999 | Socorro             | LINEAR                   | —         | MPC                           |
| 49943        | 1999 XW192 | 12 dez 1999 | Socorro             | LINEAR                   | —         | MPC                           |
| 49944        | 1999 XQ193 | 12 dez 1999 | Socorro             | LINEAR                   | —         | MPC                           |
| 49945        | 1999 XC201 | 12 dez 1999 | Socorro             | LINEAR                   | —         | MPC                           |
| 49946        | 1999 XD204 | 12 dez 1999 | Socorro             | LINEAR                   | —         | MPC                           |
| 49947        | 1999 XY204 | 12 dez 1999 | Socorro             | LINEAR                   | —         | MPC                           |
| 49948        | 1999 XF205 | 12 dez 1999 | Socorro             | LINEAR                   | —         | MPC                           |
| 49949        | 1999 XG207 | 12 dez 1999 | Socorro             | LINEAR                   | —         | MPC                           |
| 49950        | 1999 XJ207 | 12 dez 1999 | Socorro             | LINEAR                   | —         | MPC                           |
| 49951        | 1999 XT211 | 13 dez 1999 | Socorro             | LINEAR                   | —         | MPC                           |
| 49952        | 1999 XH212 | 14 dez 1999 | Socorro             | LINEAR                   | —         | MPC                           |
| 49953        | 1999 XL215 | 14 dez 1999 | Socorro             | LINEAR                   | —         | MPC                           |
| 49954        | 1999 XL216 | 13 dez 1999 | Kitt Peak           | Spacewatch               | —         | MPC                           |
| 49955        | 1999 XU216 | 13 dez 1999 | Kitt Peak           | Spacewatch               | —         | MPC                           |
| 49956        | 1999 XZ220 | 14 dez 1999 | Socorro             | LINEAR                   | —         | MPC                           |
| 49957        | 1999 XQ221 | 15 dez 1999 | Socorro             | LINEAR                   | —         | MPC                           |
| 49958        | 1999 XC223 | 15 dez 1999 | Socorro             | LINEAR                   | —         | MPC                           |
| 49959        | 1999 XJ225 | 13 dez 1999 | Kitt Peak           | Spacewatch               | —         | MPC                           |
| 49960        | 1999 XN225 | 13 dez 1999 | Kitt Peak           | Spacewatch               | —         | MPC                           |
| 49961        | 1999 XZ226 | 15 dez 1999 | Kitt Peak           | Spacewatch               | —         | MPC                           |
| 49962        | 1999 XU227 | 15 dez 1999 | Kitt Peak           | Spacewatch               | —         | MPC                           |
| 49963        | 1999 XH228 | 14 dez 1999 | Kitt Peak           | Spacewatch               | —         | MPC                           |
| 49964        | 1999 XQ228 | 14 dez 1999 | Kitt Peak           | Spacewatch               | Mitidika  | MPC                           |
| 49965        | 1999 XA231 | 7 dez 1999  | Catalina            | CSS                      | Phocaea   | MPC                           |
| 49966        | 1999 XT231 | 8 dez 1999  | Socorro             | LINEAR                   | —         | MPC                           |
| 49967        | 1999 XC235 | 3 dez 1999  | Anderson Mesa       | LONEOS                   | —         | MPC                           |
| 49968        | 1999 XN243 | 3 dez 1999  | Anderson Mesa       | LONEOS                   | —         | MPC                           |
| 49969        | 1999 XS247 | 6 dez 1999  | Socorro             | LINEAR                   | —         | MPC                           |
| 49970        | 1999 XD249 | 6 dez 1999  | Socorro             | LINEAR                   | —         | MPC                           |
| 49971        | 1999 XZ249 | 6 dez 1999  | Socorro             | LINEAR                   | —         | MPC                           |
| 49972        | 1999 XL255 | 12 dez 1999 | Kitt Peak           | Spacewatch               | —         | MPC                           |
| 49973        | 1999 YQ    | 16 dez 1999 | Socorro             | LINEAR                   | —         | MPC                           |
| 49974        | 1999 YT2   | 16 dez 1999 | Kitt Peak           | Spacewatch               | —         | MPC                           |
| 49975        | 1999 YZ2   | 16 dez 1999 | Socorro             | LINEAR                   | —         | MPC                           |
| 49976        | 1999 YR4   | 28 dez 1999 | Farpoint            | G. Hug, G. Bell          | —         | MPC                           |
| 49977        | 1999 YS4   | 28 dez 1999 | Farpoint            | G. Hug, G. Bell          | —         | MPC                           |
| 49978        | 1999 YT5   | 28 dez 1999 | Socorro             | LINEAR                   | —         | MPC                           |
| 49979        | 1999 YB8   | 27 dez 1999 | Kitt Peak           | Spacewatch               | —         | MPC                           |
| 49980        | 1999 YQ10  | 27 dez 1999 | Kitt Peak           | Spacewatch               | —         | MPC                           |
| 49981        | 1999 YJ13  | 30 dez 1999 | Višnjan Observatory | K. Korlević              | —         | MPC                           |
| 49982        | 1999 YP22  | 31 dez 1999 | Anderson Mesa       | LONEOS                   | —         | MPC                           |
| 49983        | 1999 YX22  | 31 dez 1999 | Anderson Mesa       | LONEOS                   | —         | MPC                           |
| 49984        | 2000 AA1   | 2 jan 2000  | Kitt Peak           | Spacewatch               | —         | MPC                           |
| 49985        | 2000 AX1   | 2 jan 2000  | Višnjan Observatory | K. Korlević              | —         | MPC                           |
| 49986        | 2000 AF2   | 3 jan 2000  | Oizumi              | T. Kobayashi             | —         | MPC                           |
| 49987 Bonata | 2000 AB5   | 3 jan 2000  | San Marcello        | L. Tesi, G. Forti        | —         | MPC                           |
| 49988        | 2000 AE5   | 3 jan 2000  | Gekko               | T. Kagawa                | —         | MPC                           |
| 49989        | 2000 AJ5   | 2 jan 2000  | Višnjan Observatory | K. Korlević              | —         | MPC                           |
| 49990        | 2000 AK5   | 4 jan 2000  | Višnjan Observatory | K. Korlević              | —         | MPC                           |
| 49991        | 2000 AZ5   | 4 jan 2000  | Kitt Peak           | Spacewatch               | —         | MPC                           |
| 49992        | 2000 AQ7   | 2 jan 2000  | Socorro             | LINEAR                   | —         | MPC                           |
| 49993        | 2000 AH8   | 2 jan 2000  | Socorro             | LINEAR                   | —         | MPC                           |
| 49994        | 2000 AR9   | 2 jan 2000  | Socorro             | LINEAR                   | —         | MPC                           |
| 49995        | 2000 AG11  | 3 jan 2000  | Socorro             | LINEAR                   | —         | MPC                           |
| 49996        | 2000 AP11  | 3 jan 2000  | Socorro             | LINEAR                   | —         | MPC                           |
| 49997        | 2000 AZ12  | 3 jan 2000  | Socorro             | LINEAR                   | —         | MPC                           |
| 49998        | 2000 AA13  | 3 jan 2000  | Socorro             | LINEAR                   | —         | MPC                           |
| 49999        | 2000 AW14  | 3 jan 2000  | Socorro             | LINEAR                   | —         | MPC                           |
| 50000 Quaoar | 2002 LM60  | 4 jun 2002  | Palomar             | C. Trujillo, M. E. Brown | —         | MPC                           |